# トヨタ・ニュー・グローバル・アーキテクチャー

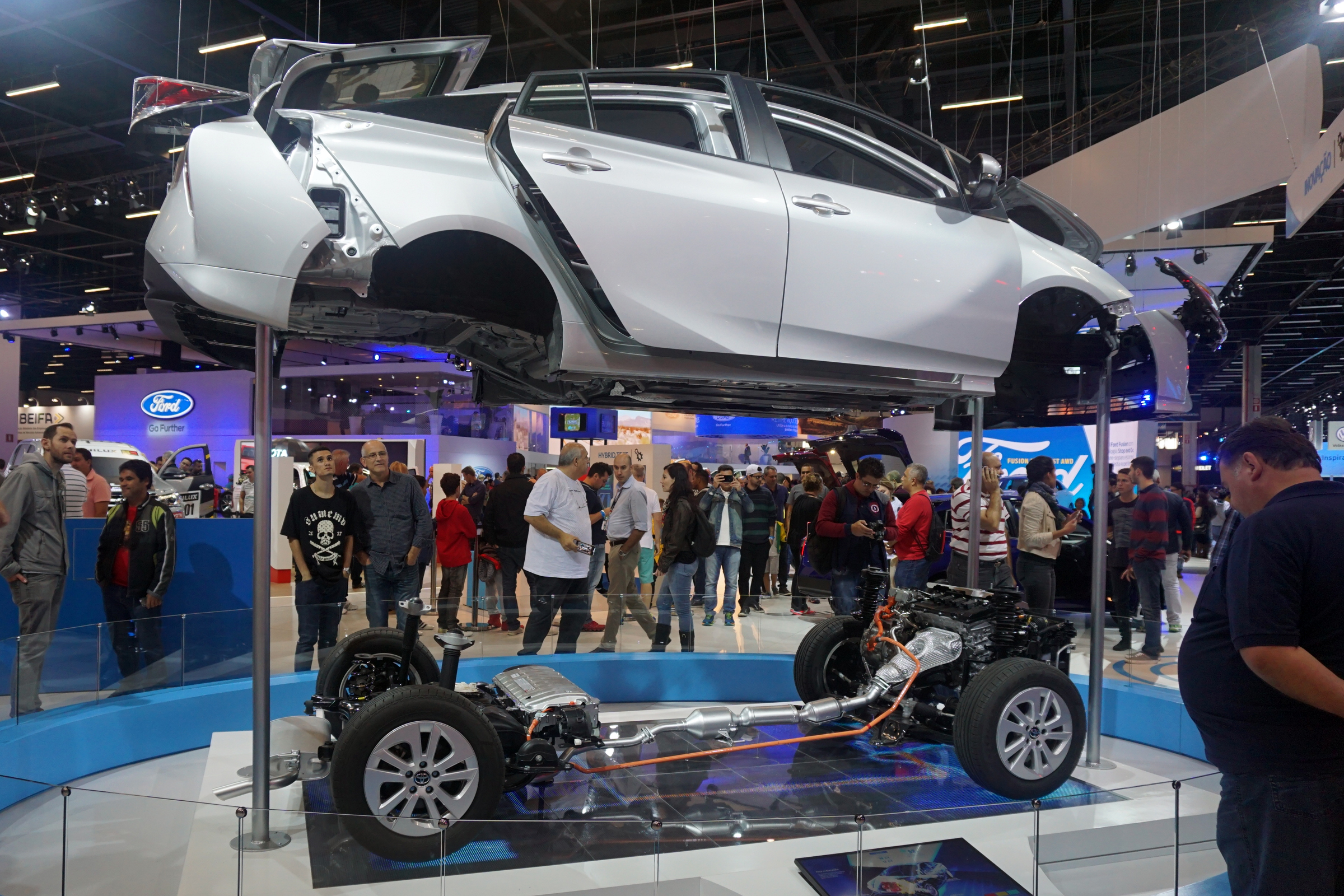
TNGAを採用したプリウスの内部構造モデル（2016年サンパウロ国際モーターショー出展）

トヨタ・ニュー・グローバル・アーキテクチャー（英: Toyota New Global Architecture、以下 TNGA）およびダイハツ・ニュー・グローバル・アーキテクチャー（英: Daihatsu New Global Architecture、以下 DNGA）は、トヨタ自動車およびダイハツ工業が開発した、新プラットフォームを基幹とし、商品力の飛躍的向上と原価低減を同時に達成するための車両作りのシステムの総称である。

## 誕生までの歩みと背景

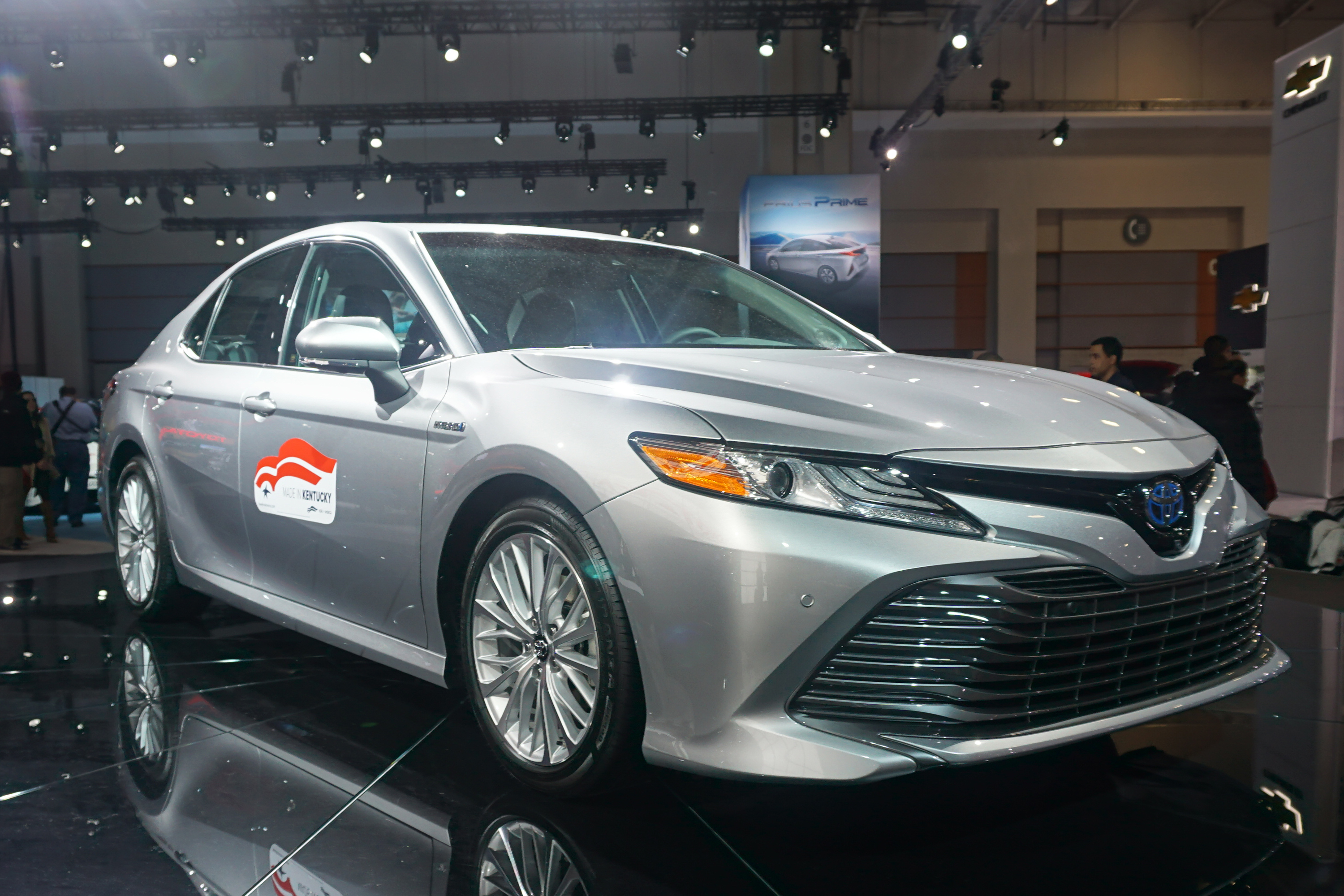
10代目カムリは、エンジンや足回りなども含めて全面的に刷新された初の「フルTNGA」モデル（2017年ワシントンD.C.オートショー出展）

2012年4月に「もっといいクルマづくり」の具現化に向けた取り組みの一環として、TNGAの構想が初めて発表された。この時
- 基本性能を突き詰めた新プラットフォームを世界各地で共用化する。
- 低重心+踏ん張り感あるスタイリングで、エモーショナルなデザインとハンドリングを両立。
- 複数車種の同時企画・開発を行い、車種間のコンポーネントの共用化率を高めて原価低減をする。

などが掲げられた。このようにTNGAはプラットフォーム本体だけではなく、ユーザーの声をもとにした企画・開発・調達・生産準備・生産というすべての工程を含めたクルマ作りのシステム・方針などのことを指す。
TNGAが創設された背景には、トヨタの伝統である「現地現物主義」の影響により床の高さ・ホイールベース・サスペンション形式・駆動方式・ハイブリッドの有無といった違いによって、膨大な数に膨れ上がったプラットホームたちの存在がある。またエンジンを見ても10以上の基本形式があり、加えて排気量や各国の規制対応・駆動方式などにより品番数は3ケタに達し、結果開発費も膨大になった。そこでTNGAは複数のプラットフォームに共通したモジュールとして増加させることでコンポーネントを共有化し、プラットフォームごとの台数を増やすことができるように開発されている。
また開発の思想・方向性についても思い切った変更を行い、販売数を上げることではなく原点に立ち返り利用者のために利用者目線に立つ自動車を作るべく、開発体制と車づくりの方向性の大改革が全社が一丸となって取り組まれた。
TNGAプラットフォームは2015年12月発表のプリウスを皮切りとして、トヨタの各車種に順次採用され、レクサスやダイハツ（DNGA）へも採用され始めた。なおパワートレーンなど全てにTNGAを導入したのは2017年7月販売のカムリが最初となる。DNGAでは2017年5月に発売されたミライースを原点とし、2019年7月に発売されたタント以降の軽乗用車系の車種で順次、新プラットフォームが採用された。

### IT-TNGA
IT-Toyota New Global Architecture（IT-TNGA）は、TNGAの設計思想を情報システムに応用して構築されたトヨタのIT基盤を指す。セキュリティ、スケーラビリティ、および信頼性を高めながら、最先端の技術を使って共同で革新的な拡張を可能にするITプラットフォームであり、2016 Oracle Excellence Awardsに選出されている。IT-TNGAはOpenStackベースのプライベートクラウドであり、トヨタの莫大な情報資産がIT-TNGAに統合されている。

## 具体的手法
TNGAは下記4項目をサイクルさせることで「もっといいクルマづくり」を達成する。
1. 基本性能の向上
2. グルーピング開発による部品・ユニットの賢い共用化
3. 仕入れ先と協力して原価低減
4. 商品力向上

まず車種を趣味・感性に特化したスポーツ系の「Aゾーン」・量販車や個人・一般向けの「Bゾーン」・社会貢献に資する車や商用車の「Cゾーン」、新しいコンセプトや技術を提案する「Dゾーン」の4つのジャンルに分け、各ジャンルごとに中長期の商品ラインアップを確定し、それらに搭載するユニットやその配置、ドライビングポジションなどを車種共通のアーキテクチャーとして定める。そして定められた上位概念であるアーキテクチャーに基づき、それぞれのジャンルに適したプラットフォームやパワーユニットを開発・形成する。その際、車両構成をプラットフォームに代表される「基本部分」と内外装や原料手配等に代表される「地域対応」とに分け、それぞれの地域の顧客が求めるデザイン、走行性能、乗り心地、装備の嗜好に沿った最適なものを開発できるようにしている。
プラットフォームは「乗り降りや運転のしやすさ」を最優先課題とした上で、「車の低重心化」「各部品の低配置化」「乗車時のベストな姿勢の確保」「流麗なデザイン」など46項目に渡って徹底的に追求し、1.走りの質感、2.快適性、3.使い勝手、4.所有感、5.安心・安全の5つの領域で高い満足が得られることを目標に開発した。
車両の開発においては、デザイン・設計の源流段階から約10年先までの複数車種を同時進行で開発していく「グルーピング開発」により部品・ユニットの共用化を進める。また複数の車種をまとめてグローバルに、車種・地域・時間をまたいだ「大量まとめ発注」を実施し、徹底した原価低減を行う。
仕入先・調達・生産技術・技術の各部門も四位一体で活動し、生産・組み立て・製造工程が効率化されることで部品やクルマ本体の高い品質を確保する。部品本体においてもトヨタ専用規格に準じた部品開発を改め、「トヨタが定める品質を満たせば、他の自動車メーカーがグローバルに採用している標準部品でも納入可能」とした。これらにより軽自動車を含むコンパクトカークラスから大型セダンまでトヨタグループのスケールメリットを活かし、「開発費削減」「部品点数削減」「製造コスト削減」「工期短縮」を効率よく行うことで、すべての工程の経費削減を可能としている。
基本的な設計思想としては、フォルクスワーゲンの「MQB（モジュラー・トランスバース・マトリックス）」やルノー・日産・三菱アライアンスの「CMF（コモン・モジュール・ファミリー）」、マツダの「SKYACTIV TECHNOLOGY（スカイアクティブ・テクノロジー）」、ボルボ・カーズの「SPA（スケーラブル・プロダクト・アーキテクチャ）」などに近いが、他企業のようにプラットフォーム単位ではなく総合的に判断して分ける点が異なる。

## プラットフォーム一覧

### GA-Bプラットフォーム
日本の5ナンバー車を含むBセグメントクラスの小型車に最適化されたプラットフォーム。2019年9月5日にトヨタから公式発表された。様々なホイールベースや全高・全幅にも対応可能なため、自由な設計を可能とする。加えてリアサスペンションは車両の特性に合わせて独立懸架式にもできる。100%トヨタ主導で企画・開発された自動車用プラットフォームとしてはこれが最小となる。
- ヤリス（KSP210、MXPA10/15・MXPH10/15）[13]
- GRヤリス（GXPA16・MXPA12） - リアセクションはGA-Cプラットフォームで構成。
- ヤリスクロス（XP210、MXPB10/15・MXPJ10/15） - 日本・欧州・オセアニア仕様
- アクア（MXPK10/15・MXPK11/16）
- シエンタ（MXPC10・MXPL10/15）
- レクサス・LBX（MAYH1#）

### GA-Cプラットフォーム
Global Architecture-Compactの略である。GA-Lプラットフォーム同様、ワイド版とナロー版が混在する。特に日本市場向けとして開発されたE210型カローラセダンとE210W型カローラツーリングに採用されたナロー版は、日本の道路・交通環境に最適化されたプラットフォームとされている。
- トヨタ・プリウス（ZVW50/51/55、ZVW60）[15]
- トヨタ・プリウスPHV/プリウスプライム（ZVW52、MXWH60）
- トヨタ・C-HR（NGX10/50、ZGX10、ZYX10/11）[16]
  - トヨタ・IZOA[17]
- トヨタ・カローラスポーツ/カローラハッチバック/カローラハッチ（ZWE211H、NRE210H/214H）[18]
  - トヨタ・オーリス（ZWE211LH、NRE210LH）
- トヨタ・カローラ/カローラセダン/カローラサルーン/カローラリムジーネ/カローラアルティス/レビン（ZWE211/214、ZRE212/212R、NRE210、E210L、E210）[19] - 日本国内、および香港・マカオ向けモデル（E210）のみナロー版を採用[20]。
- トヨタ・カローラツーリング/トヨタ・カローラツーリングスポーツ（ZWE211W/214W、ZRE212W/212RW、NRE210W、E210LW、MZEA12W） - 日本国内、およびオセアニア向けモデル（E210W）のみナロー版を採用[20]。
  - スズキ・スウェイス
- レクサス・UX（MZAA10/15、MZAH10/15、KMA10）[14]
- トヨタ・カローラクロス（ZVG11/15、ZSG10）[21]
- トヨタ・GRヤリス（GXPA16、MXPA12）-　フロントセクションはGA-Bプラットフォームで構成される。
- トヨタ・ノア（MZRA90/95、ZWR90/95）
  - スズキ・ランディ（MZRA90C/95C、ZWR90C/95C）
- トヨタ・ヴォクシー（MZRA90/95、ZWR90/95）

### GA-Fプラットフォーム
Global Architecture-Fの略である。フルサイズのフレーム構造車向けに最適化されたプラットフォーム。
- トヨタ・ランドクルーザー（VJA300W/FJA300W）
- トヨタ・タンドラ（XK70）
- トヨタ・セコイア（XK80）
- レクサス・LX（VJA310W）
- レクサス・GX（J250）
- トヨタ・ランドクルーザー250（GDJ250W/TRJ250W）

### GA-Kプラットフォーム
Global Architecture-Kの略である。
- トヨタ・カムリ（AXVA70/ASV70/GSV70/AXVH70）[23]
  - ダイハツ・アルティス（AXVH70N）
- トヨタ・アバロン（AVV50）
- トヨタ・クラウンクロスオーバー（TZSH35/AZSH35）
- トヨタ・クラウンスポーツ（AZSH36W）
- トヨタ・クラウンエステート（AZSH3#W）
- トヨタ・クラウンクルーガー
- レクサス・ES（AXZH10）[22]
- トヨタ・RAV4（MXAA52/54、AXAH52/54、AXAP54）[24]
  - トヨタ・ワイルドランダー
  - スズキ・アクロス
  - 光岡・バディ
- トヨタ・ハイランダー（XU70）[25]
- トヨタ・ハリアー（MXUA80/85、AXUH80/85）
  - トヨタ・ヴェンザ（XU80）
- トヨタ・シエナ（XL40）
- トヨタ・アルファード（AGH4#W/AAHH4#W）
- トヨタ・ヴェルファイア（TAHA40W/AAHH4#W）
  - トヨタ・クラウンヴェルファイア
- トヨタ・センチュリー（GRG75）
- レクサス・NX（AAZA2#、TAZA25、AAZH2#）
- レクサス・RX（ALA1#、ALH1#）
- レクサス・LM（AAWH10/TAWH15W）
- レクサス・TX

### GA-Lプラットフォーム
Global Architecture-Luxuryの略。原則としてFRの車種に採用される。ワイド版とナロー版が混在。クラウンに採用されているナロー版は日本の道路・交通環境に最適化されたプラットフォームとされている。

#### ワイド版
- レクサス・LC（URZ100/GWZ100）[27]
- レクサス・LS（VXFA50/55、GVF50/55）[26]

#### ナロー版
- トヨタ・クラウン（ARS220、AZSH20/21、GWS224）[28]。
- トヨタ・MIRAI（JPD20）
- トヨタ・クラウンセダン（AZSH32/KZSM30）

### 商用車専用GAプラットフォーム（名称不詳）
バン・トラック等の貨物用商用車、および貨物用商用車ベースのミニバン専用として開発された自動車用プラットフォーム。
- トヨタ・ハイエース/トヨタ・マジェスティ（H300型系、日本市場未投入[29]）
- トヨタ・グランエース（H300型系）

### DNGA（DNGA-A/DNGA-B/DNGA-FRプラットフォーム）
100%ダイハツ主導で企画・開発された軽自動車、およびBセグメント以下のクラスの小型車向けの事業構造である。プラットフォームの構成要素の1つである車台は軽自動車用、Aセグメント用、Bセグメント用の3種類にまとめられた。DNGAに基づくプラットフォームは2019年7月以降に発売されるダイハツが新規開発した軽自動車や国内向けのAセグメントの小型車（トヨタブランド、スバルブランド向けのOEMを含む）、国外、主に新興国向けのBセグメント以下の小型車（マレーシアのプロドゥアが開発・製造する車種を含む）に採用される。2021年11月には予告されていた新興国向けのBセグメント用プラットフォーム（DNGA-Bプラットフォーム）が、その翌月には国内の軽商用車にも拡げ、FR車（後輪駆動車）専用のプラットフォーム（DNGA-FRプラットフォーム）が相次いで開発された。
DNGA-Aプラットフォーム
- ダイハツ・タント（LA650S/660S）[5]
  - スバル・シフォン（LA650F/660F）
- ダイハツ・ロッキー（A200S/201S/210S）[33]
  - プロドゥア・アティバ[34]
  - トヨタ・ライズ（A200A/201A/210A）[33]
  - スバル・レックス（A201F）
- ダイハツ・タフト（LA900S/910S）[35]
- ダイハツ・ムーヴキャンバス（LA850S/860S）
- ダイハツ・アイラ（A350）
  - トヨタ・アギア（A350）
  - トヨタ・ウィーゴ

DNGA-Bプラットフォーム
- ダイハツ・セニア（W100）[36]
  - トヨタ・アバンザ（W100）
  - トヨタ・ヴェロッツ（W101RE/101LE）
- トヨタ・ヤリスクロス（AC200） - 台湾・東南アジア仕様

DNGA-FRプラットフォーム
- ダイハツ・ハイゼットカーゴ/ダイハツ・アトレー（S700V/700W/710V/710W）
  - トヨタ・ピクシスバン（S700M/S710M）
  - スバル・サンバーバン（S700B/710B）

## e-TNGA
トヨタが開発した電気自動車用プラットフォーム。2019年時点で、トヨタはe-TNGAを2020年初頭までに10車種へ適用することを計画していた。第1弾として、トヨタ・bZ4X / スバル・ソルテラ（SUBARUとの共同開発）に初めて採用された。
2022年10月、コスト競争の面から同プラットフォームの採用の見直しが検討されることが報じられた。2023年2月の戦略説明会にて、次世代EVプラットフォームを2026年から採用することが発表された。
採用車種
- トヨタ・bZ4X / スバル・ソルテラ（2022年）
- トヨタ・bZ3（BYDとの共同開発、2022年）
- レクサス・RZ（2023年）[39]

## ギャラリー

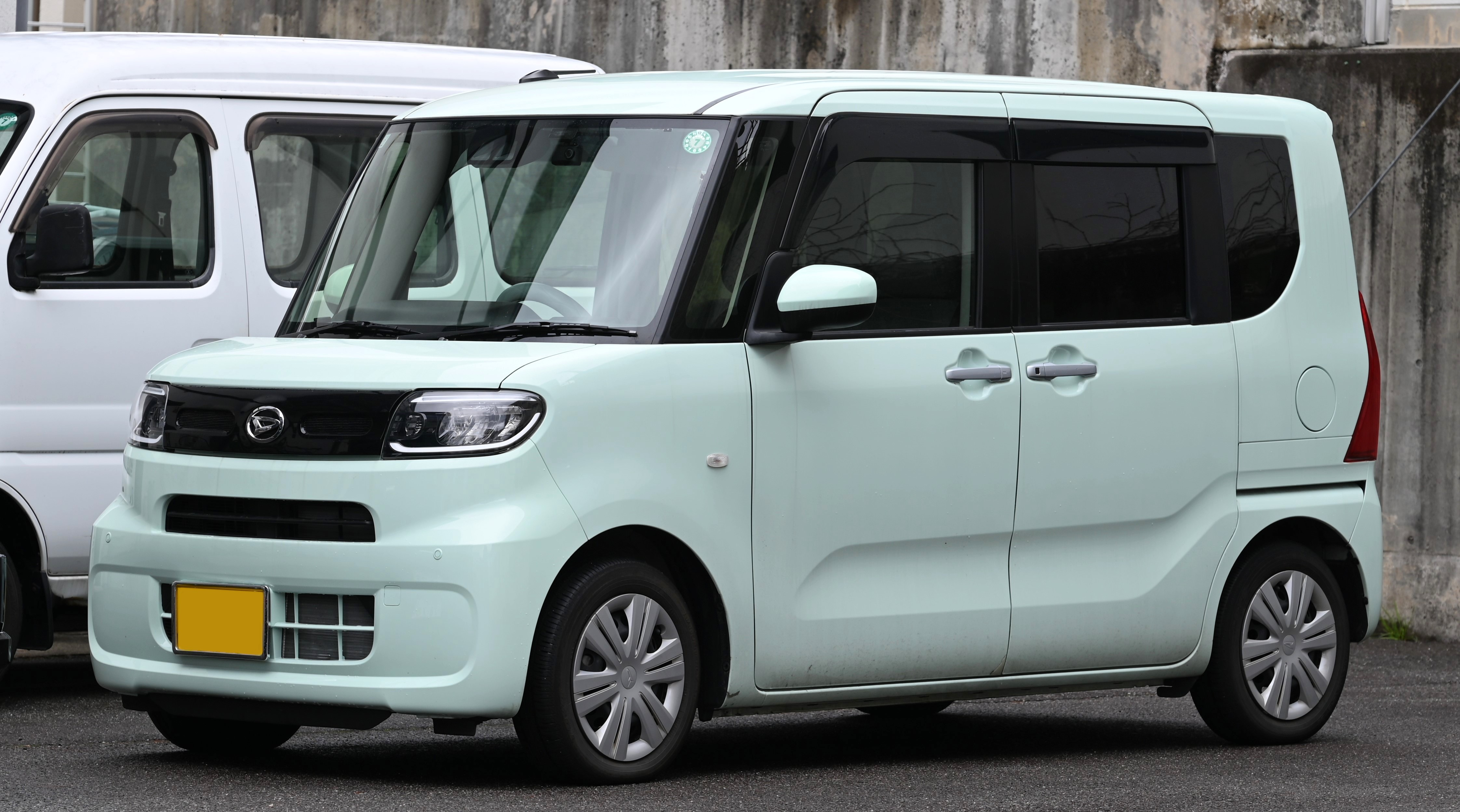
タント
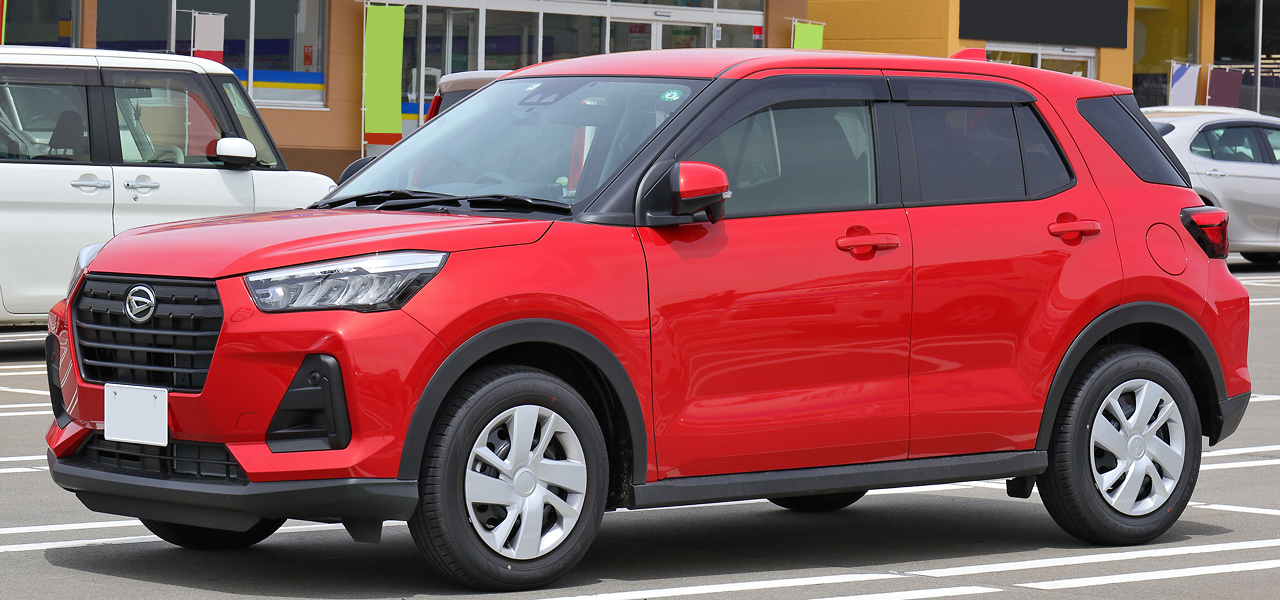
ロッキー
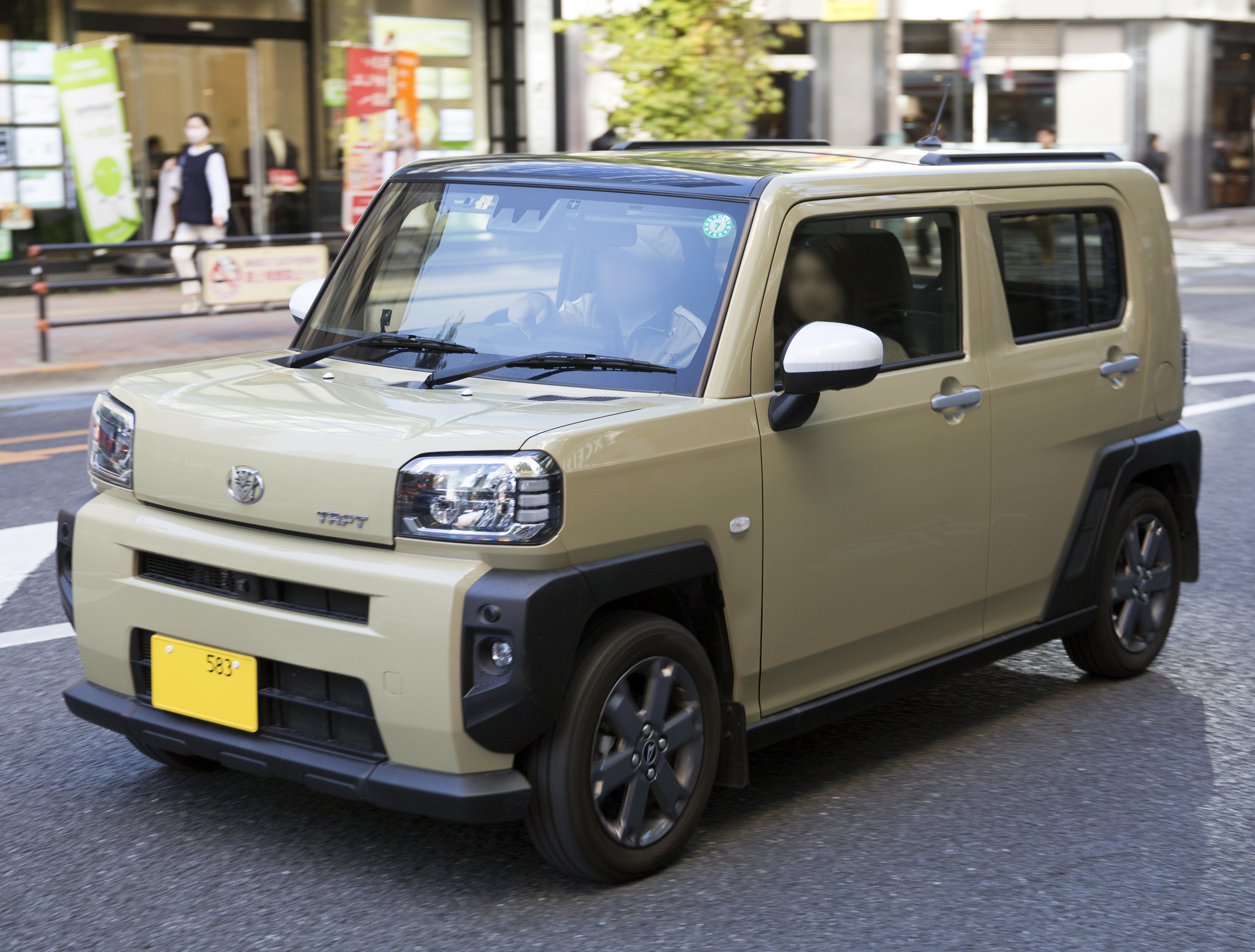
タフト
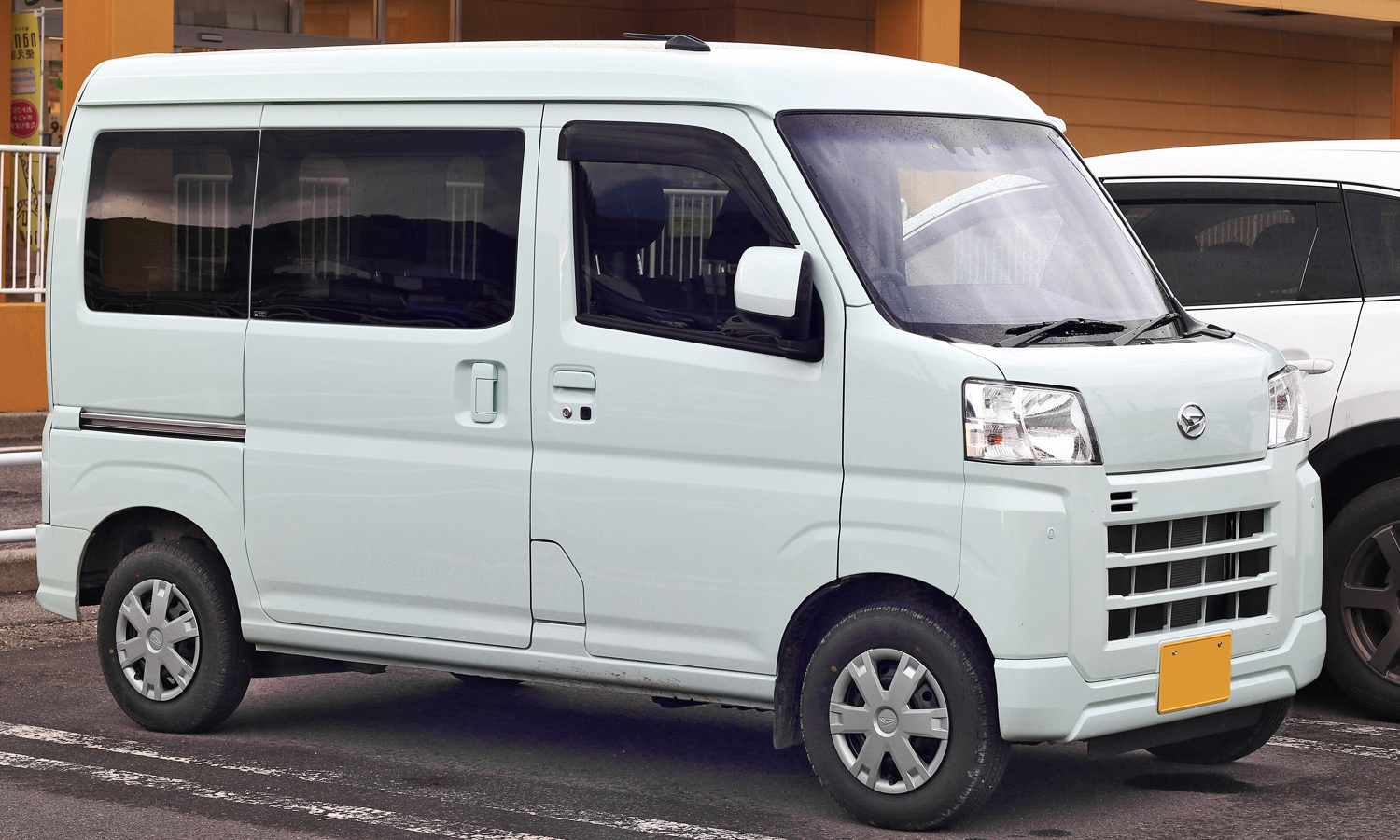
ハイゼットカーゴ

TNGA

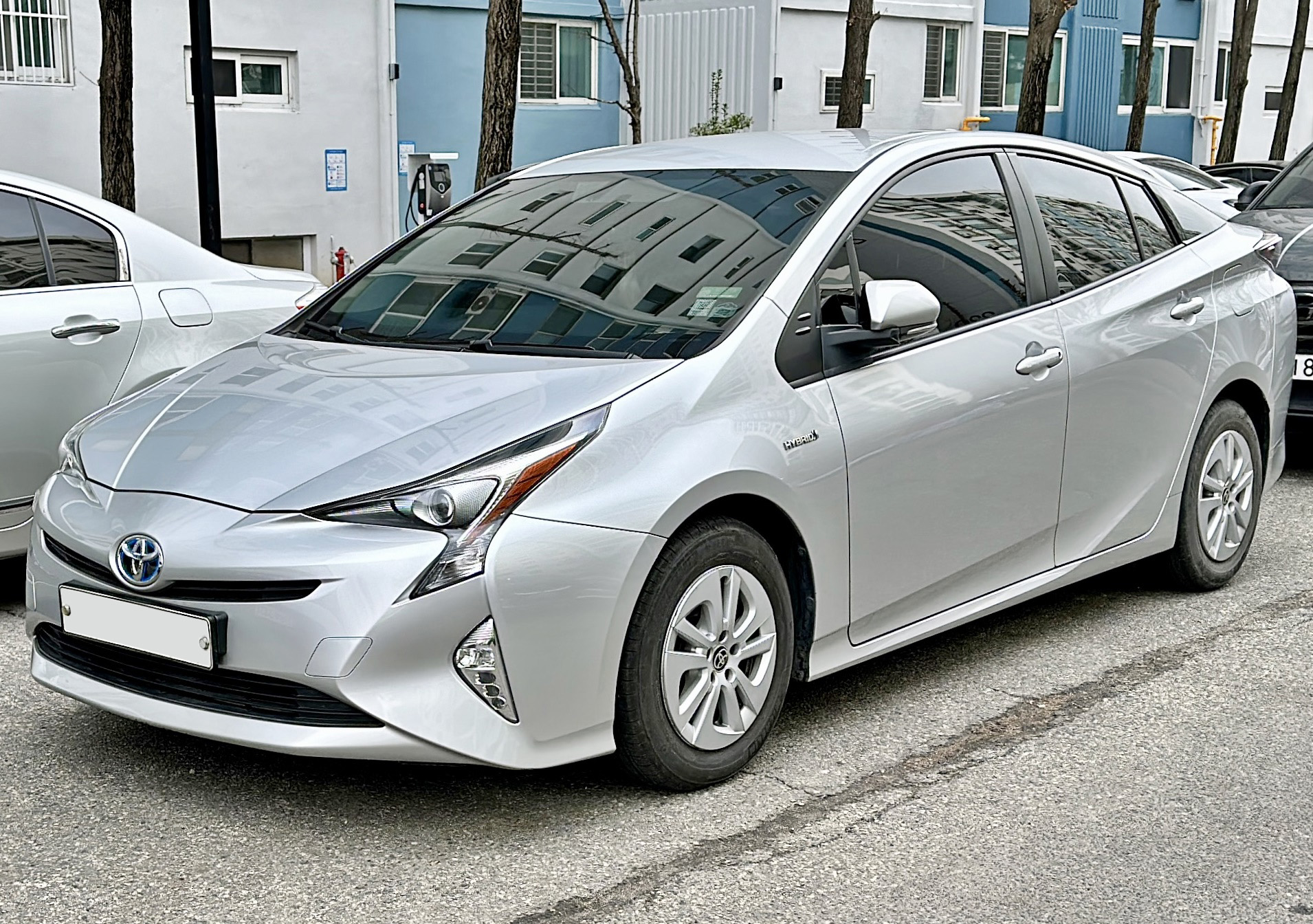
プリウス
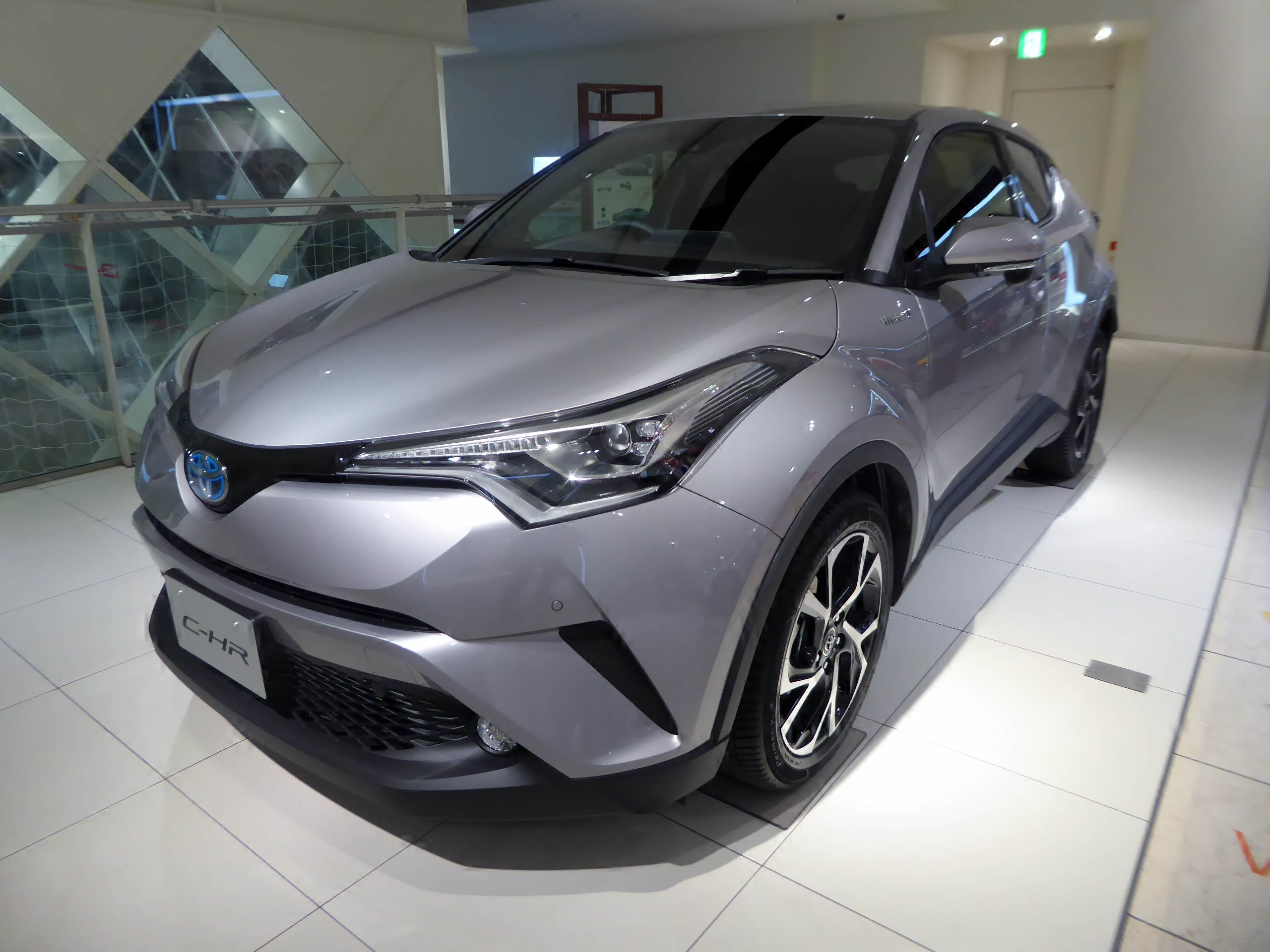
C-HR
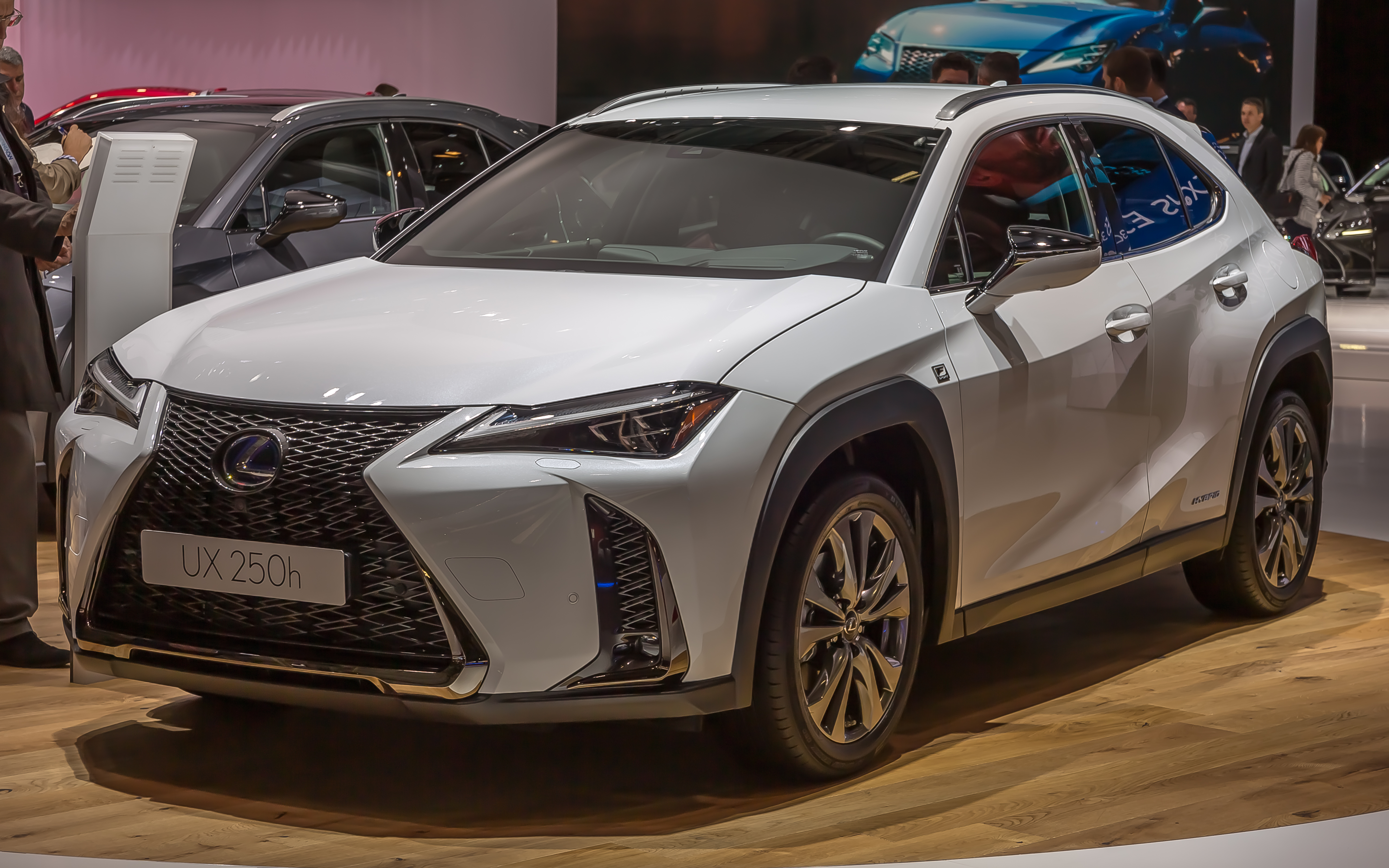
レクサス・UX
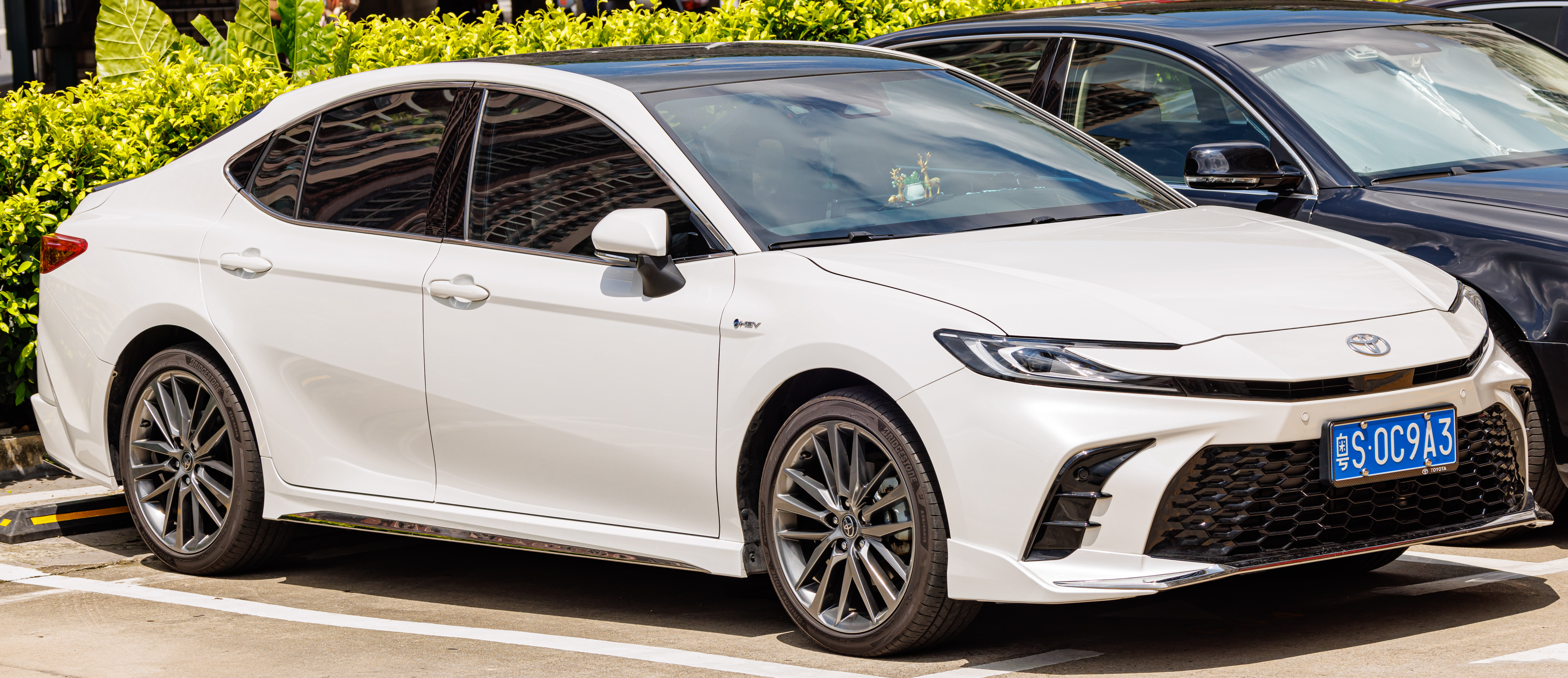
カムリ
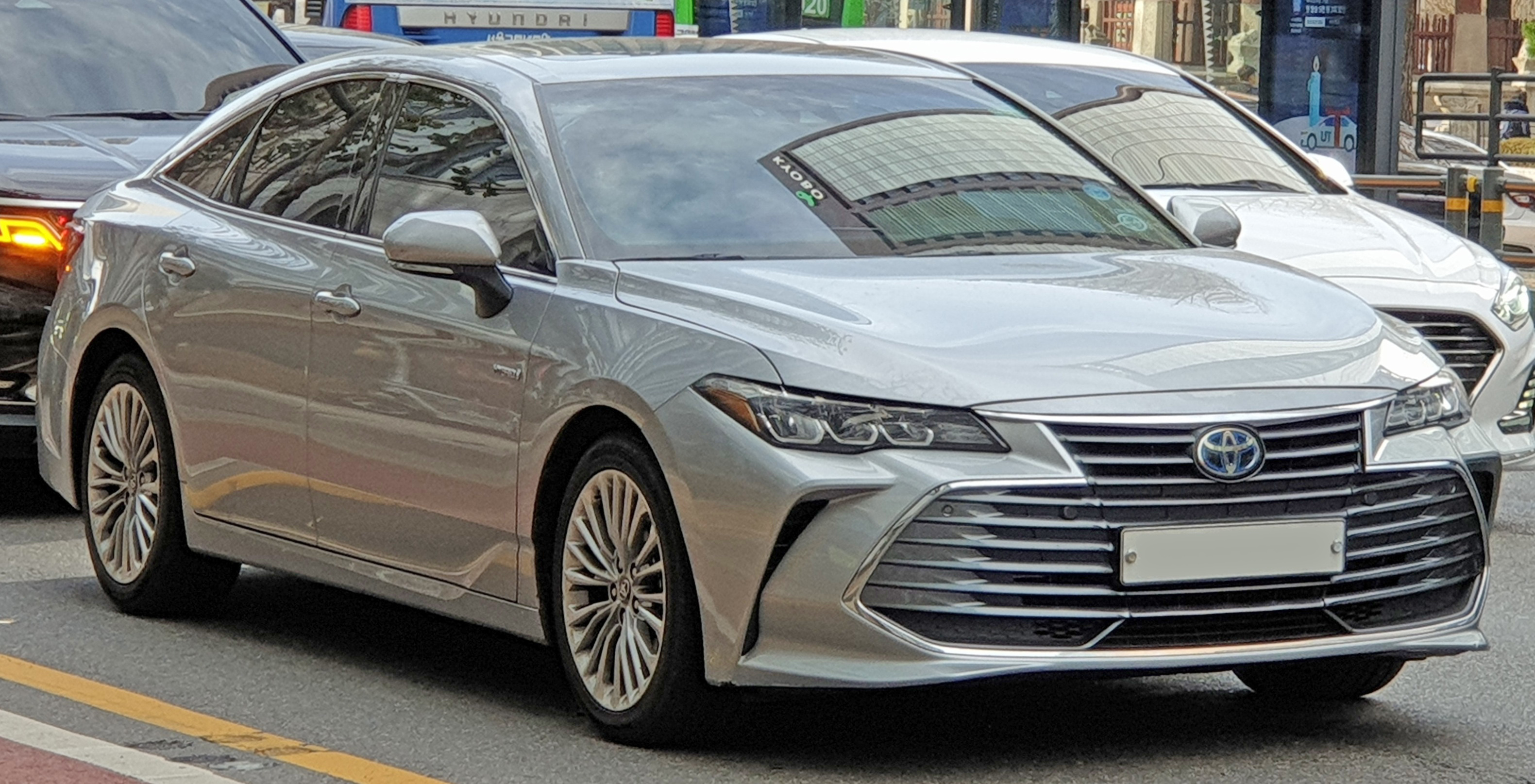
アバロン
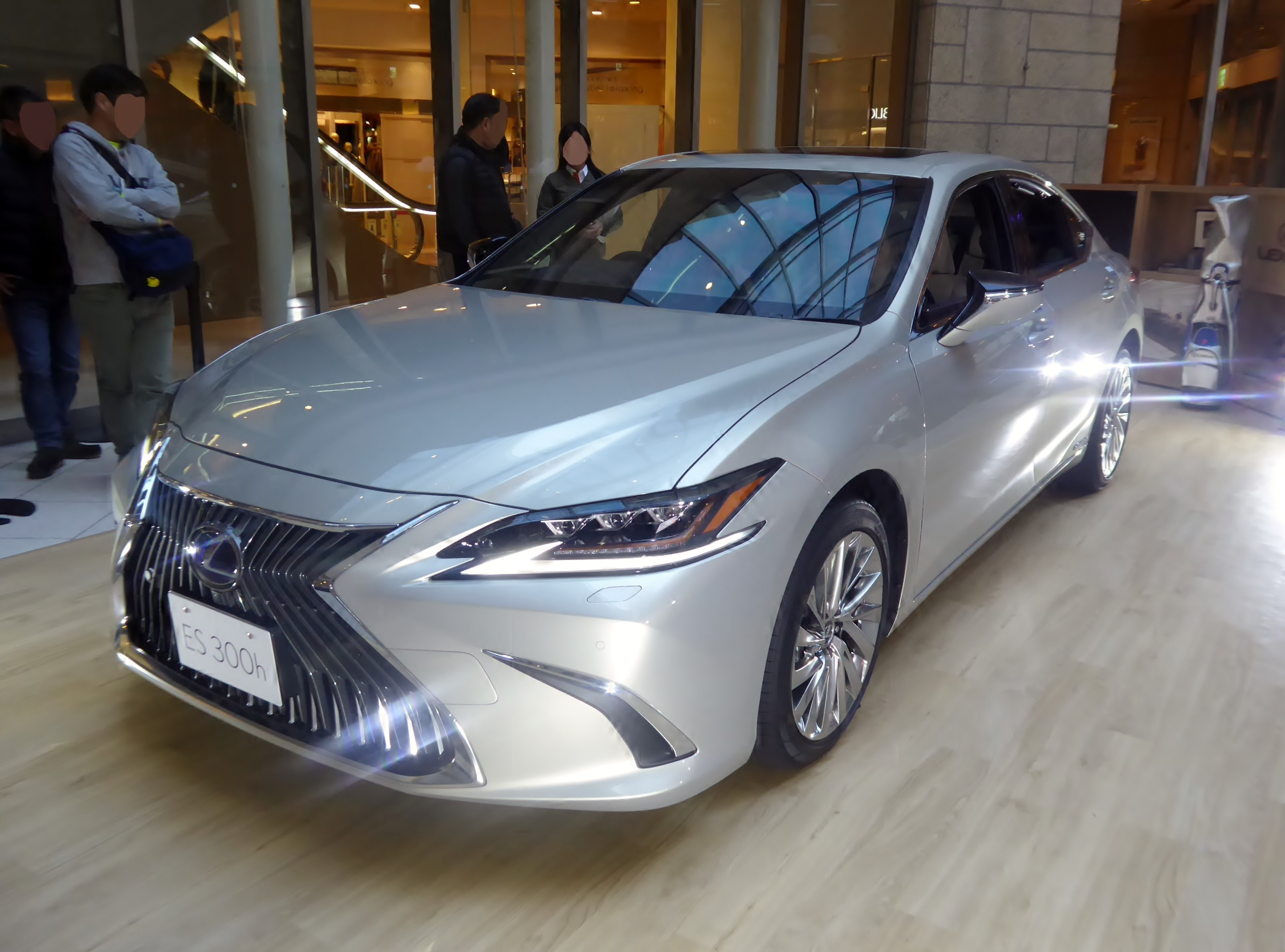
レクサス・ES
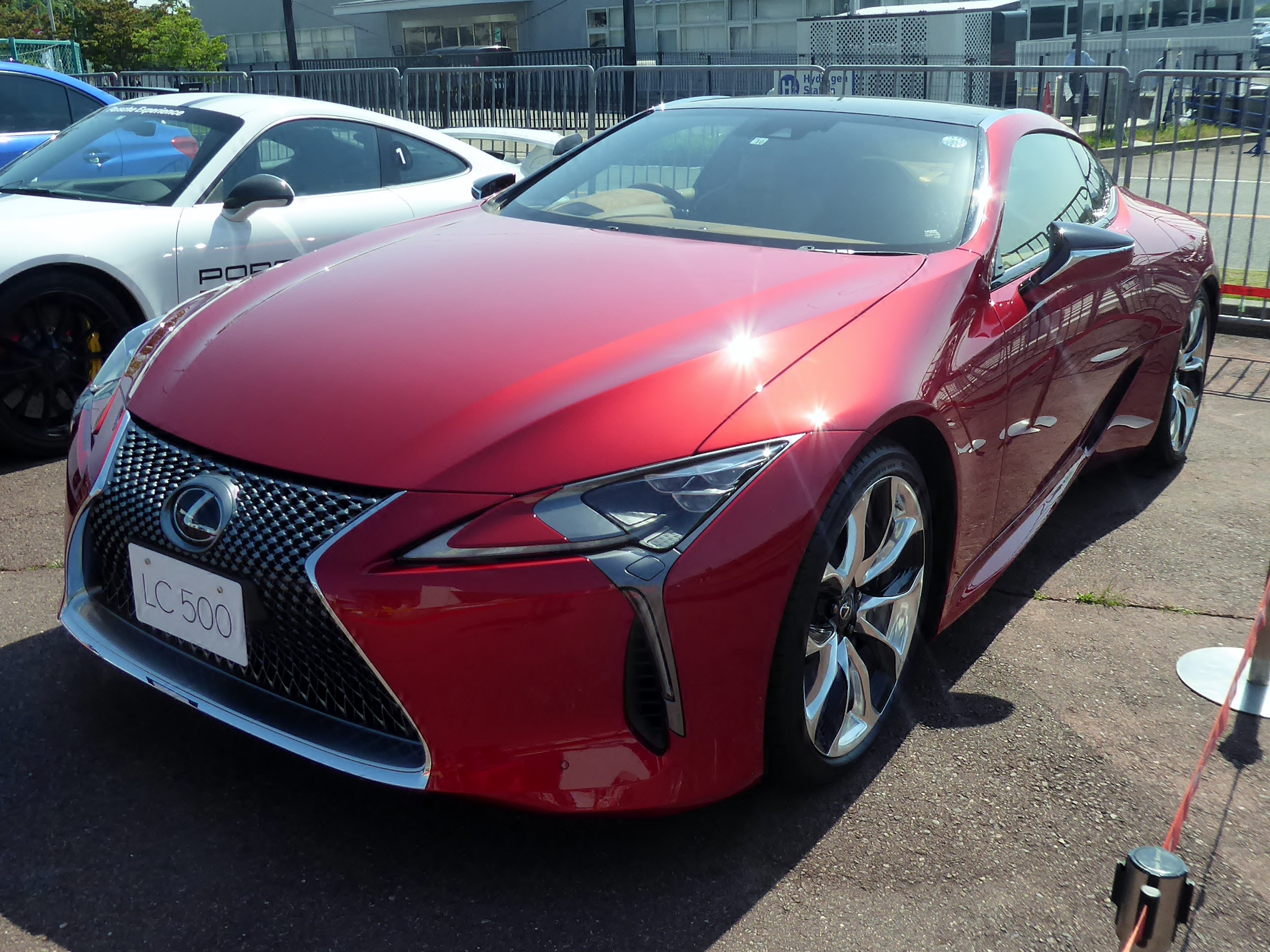
レクサス・LC
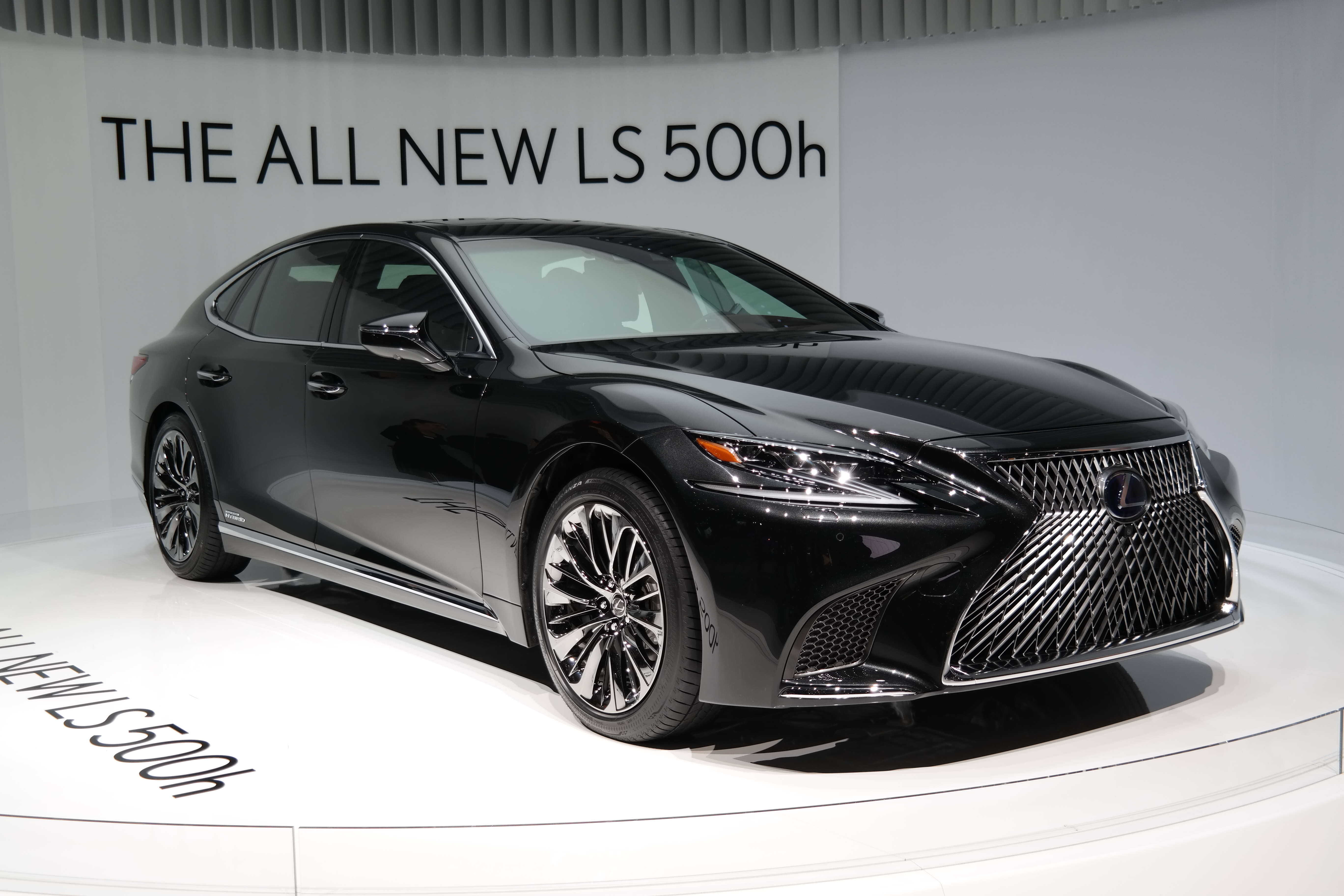
レクサス・LS
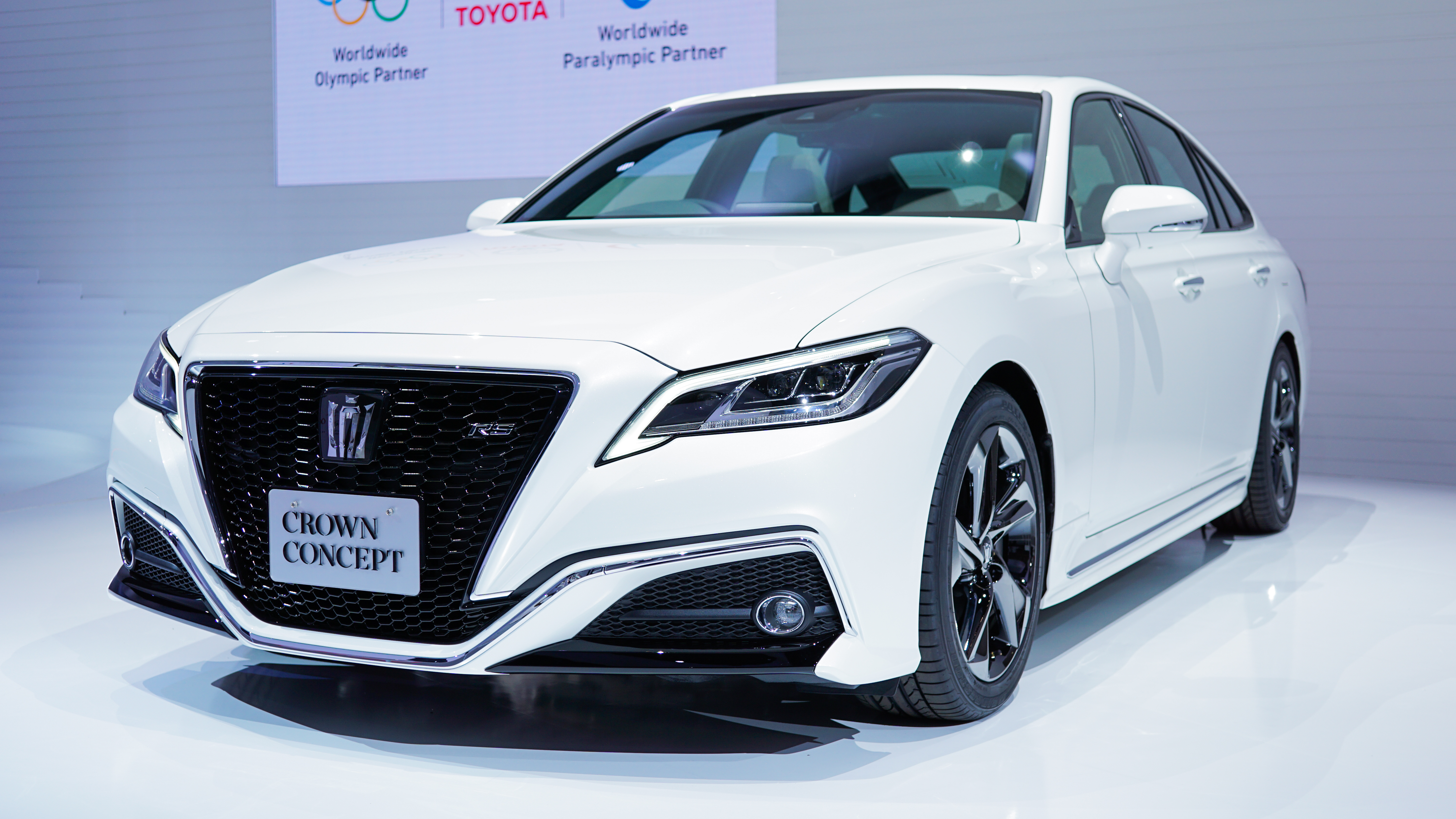
クラウン
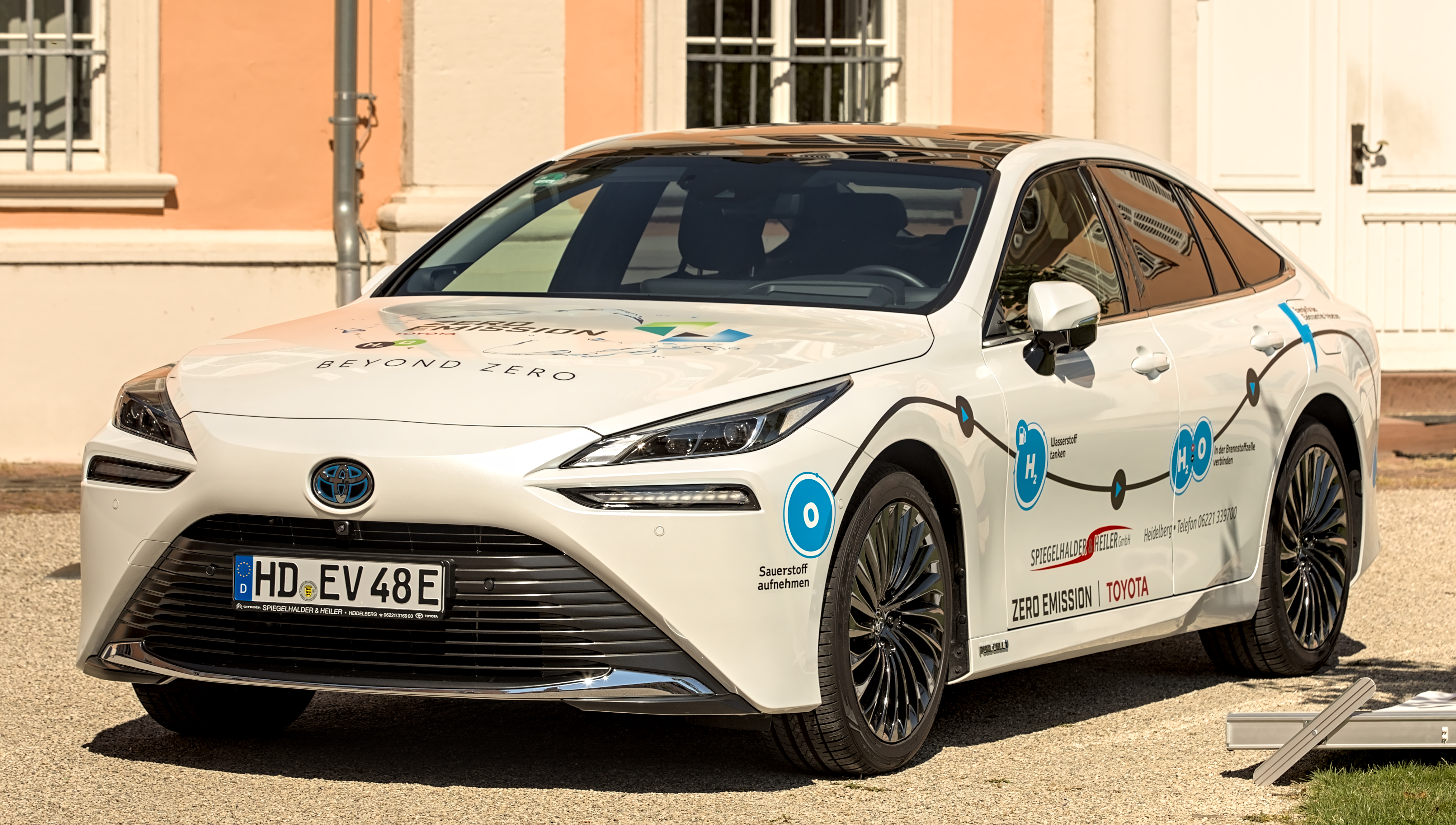
MIRAI
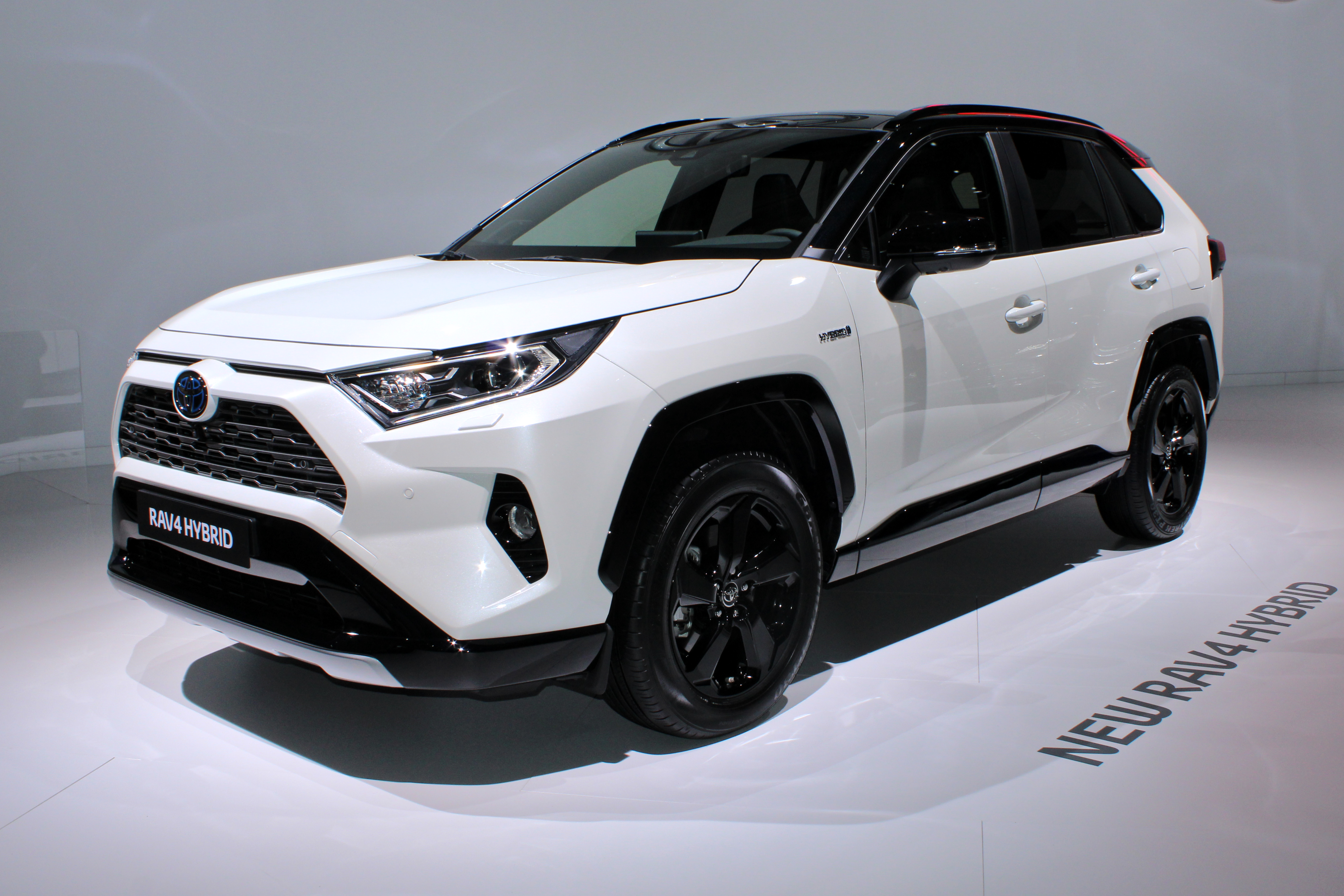
RAV4
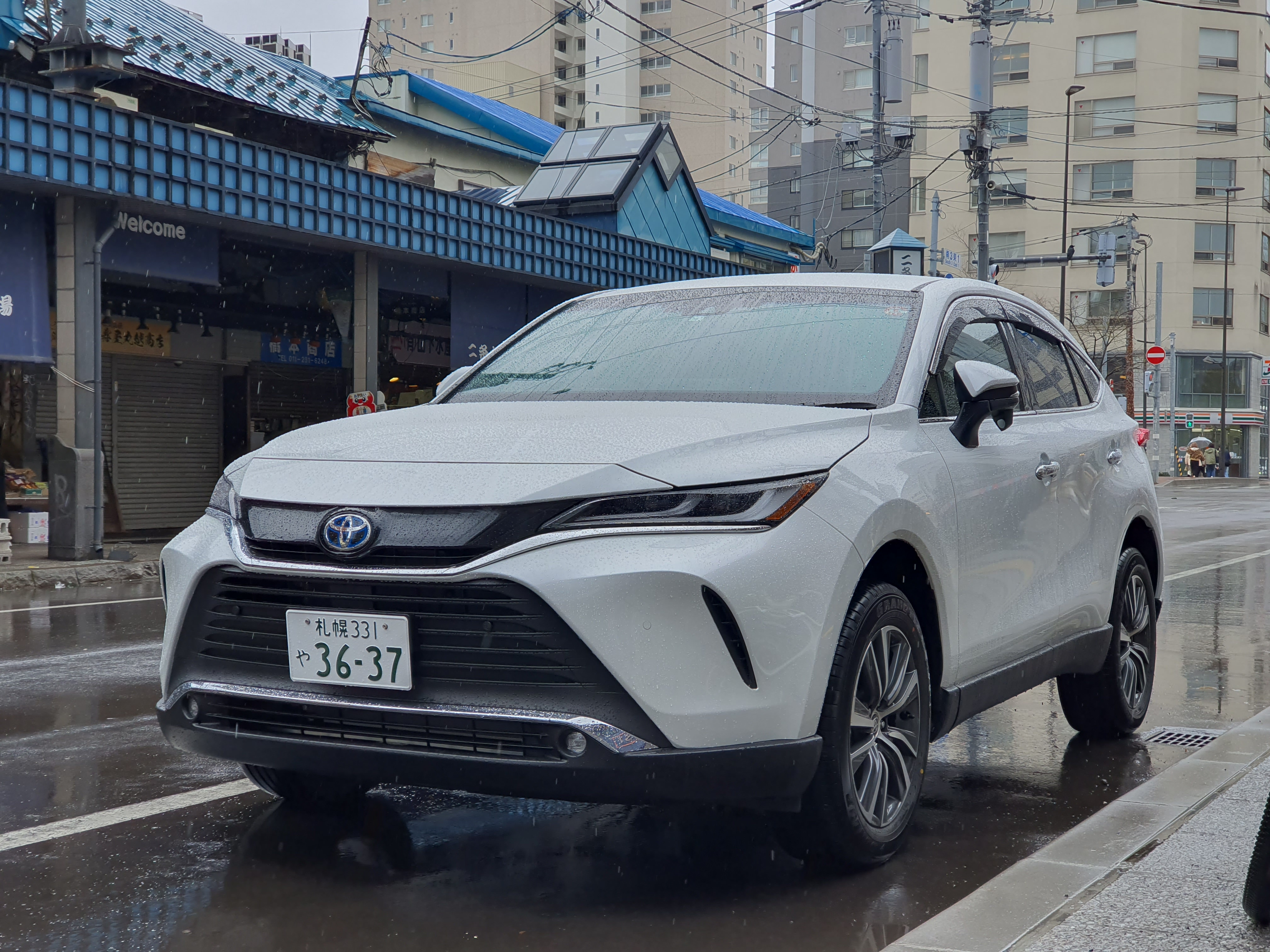
ハリアー/ヴェンザ
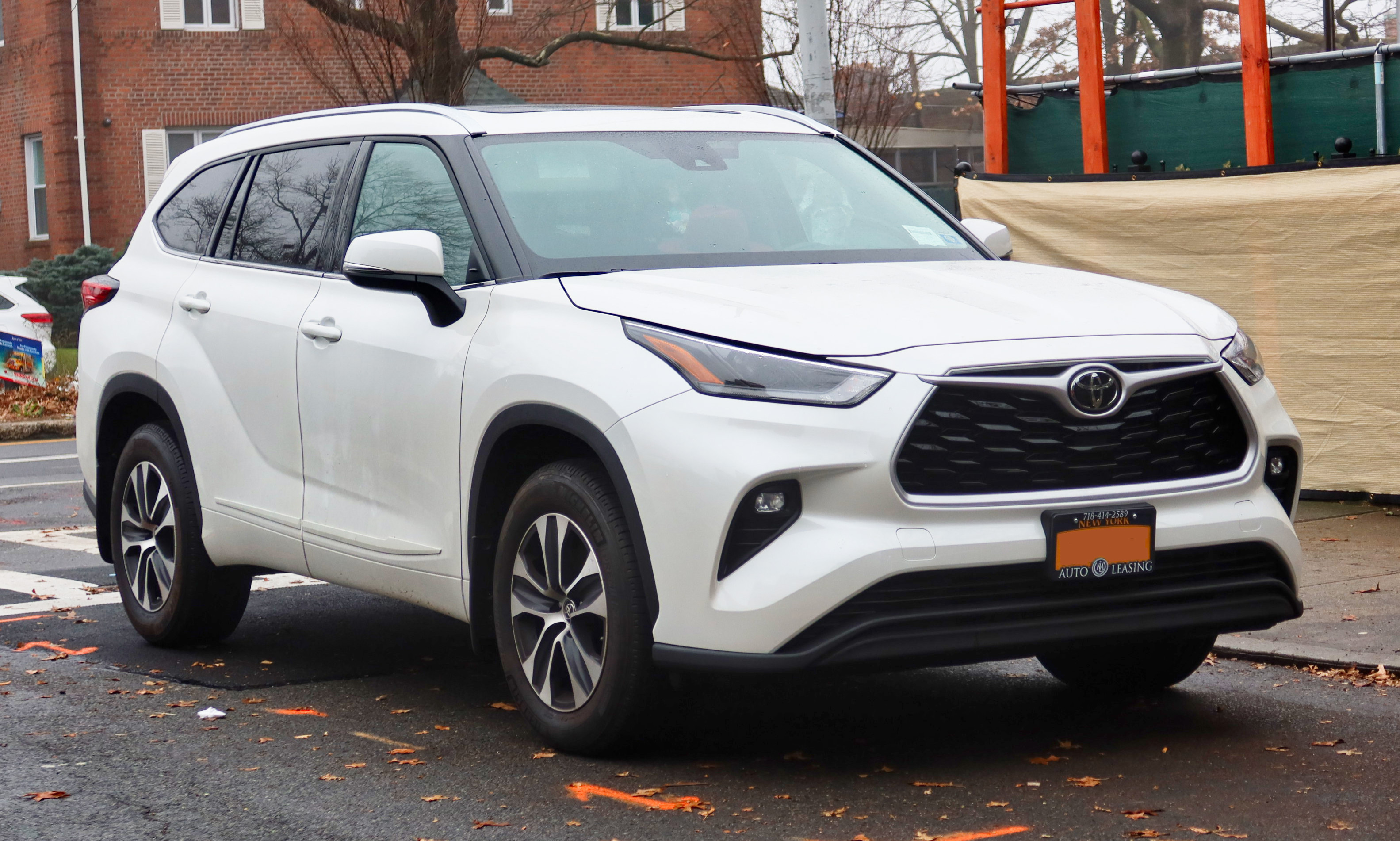
ハイランダー
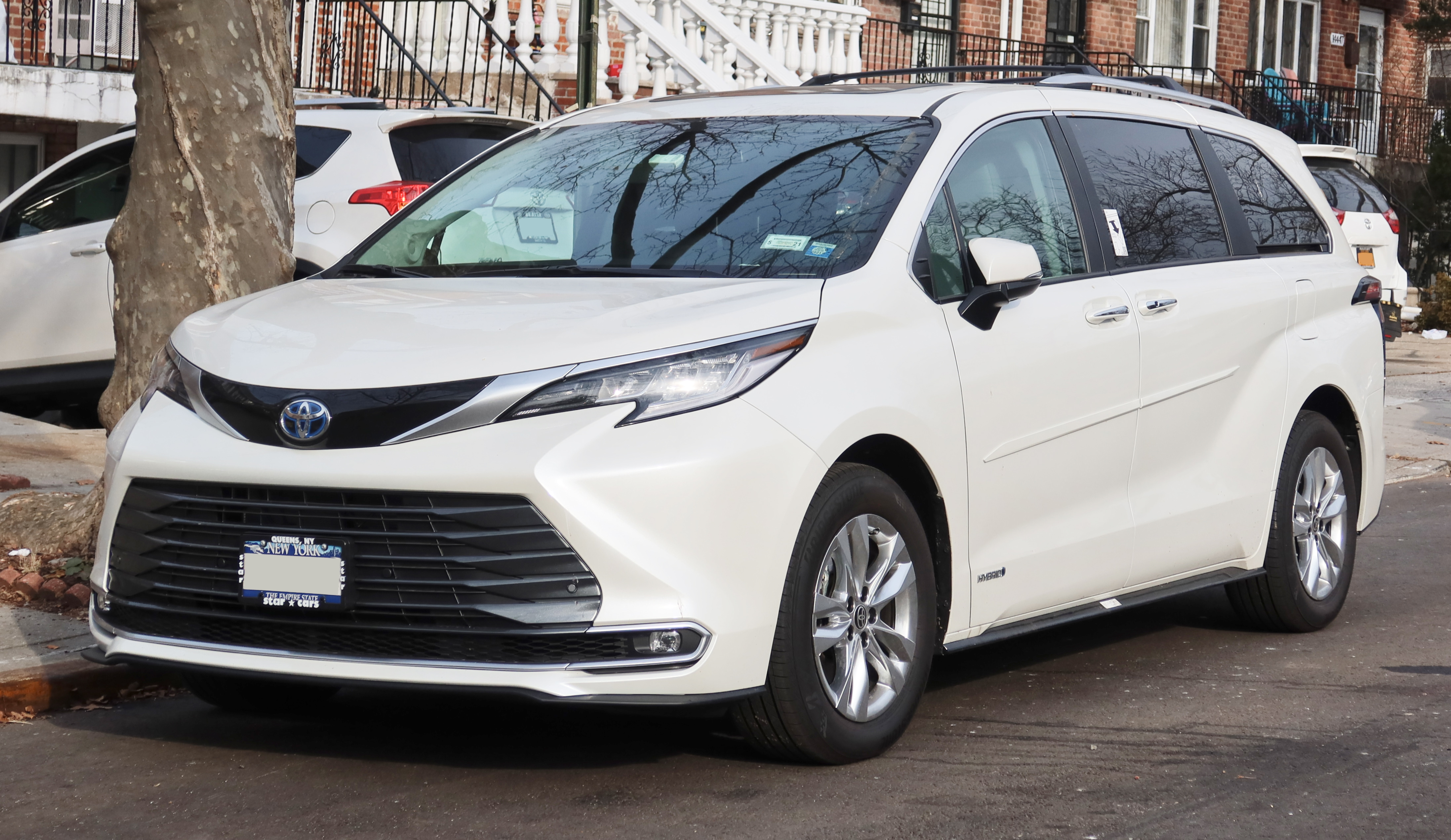
シエナ
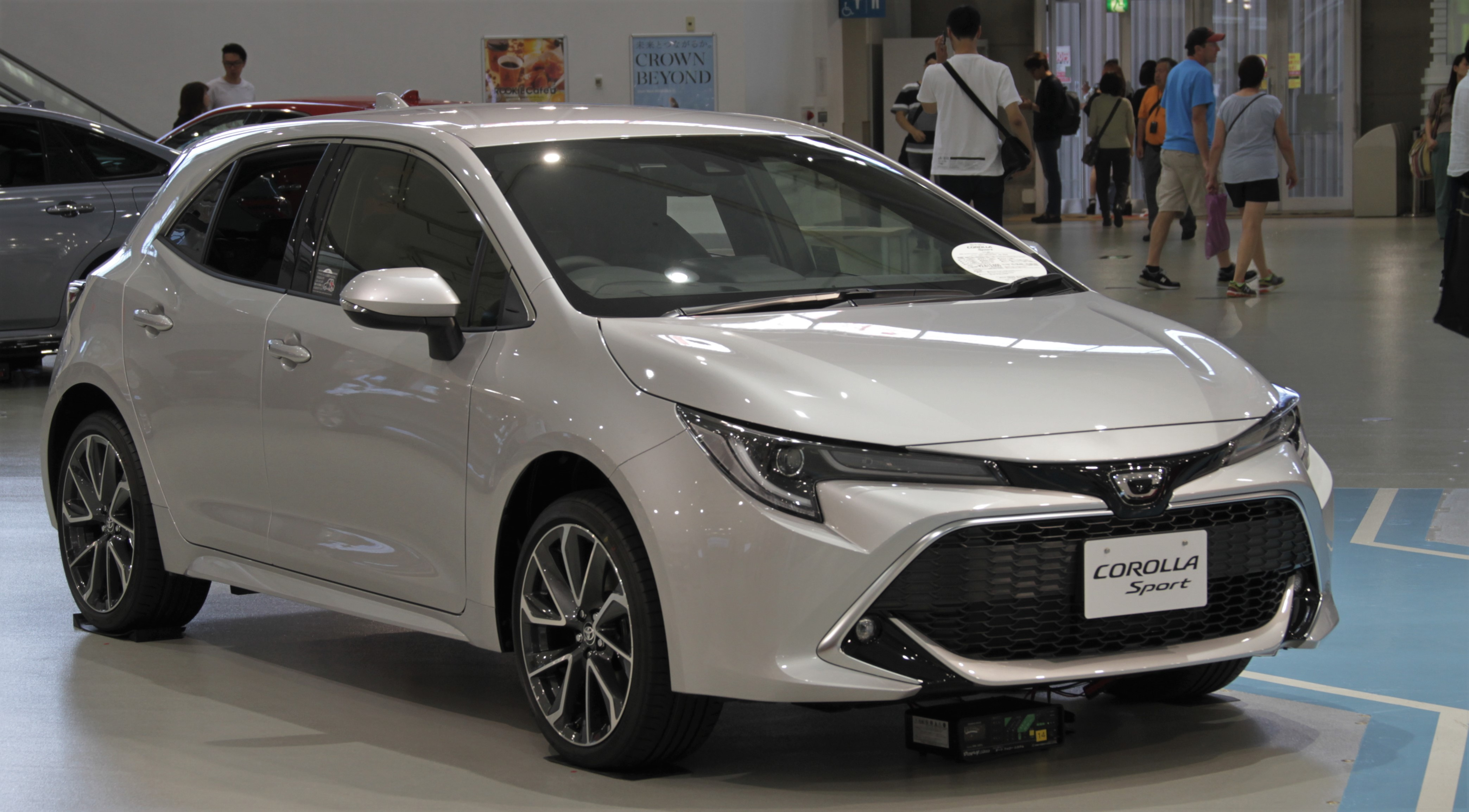
カローラスポーツ
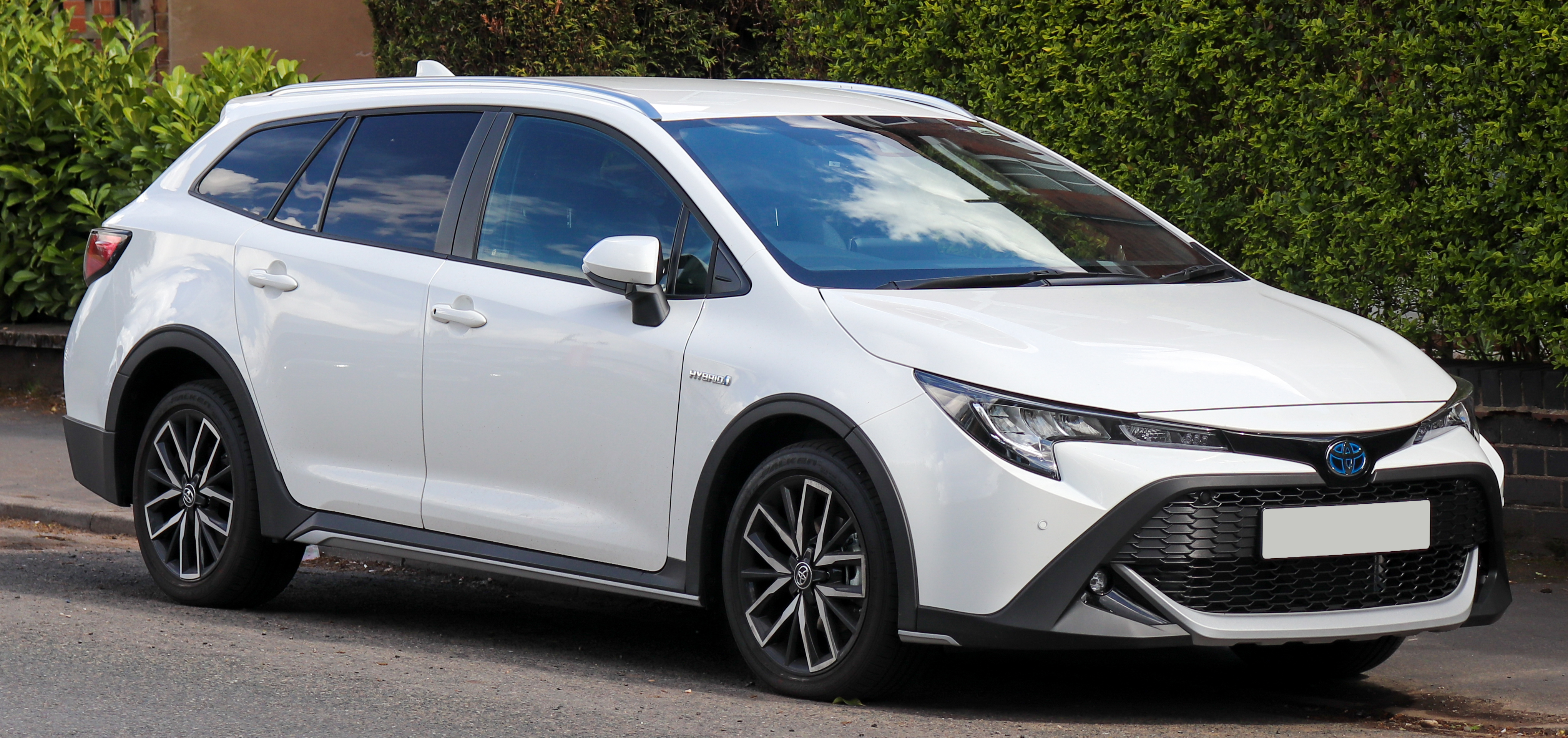
カローラツーリングスポーツ ※画像は欧州仕様
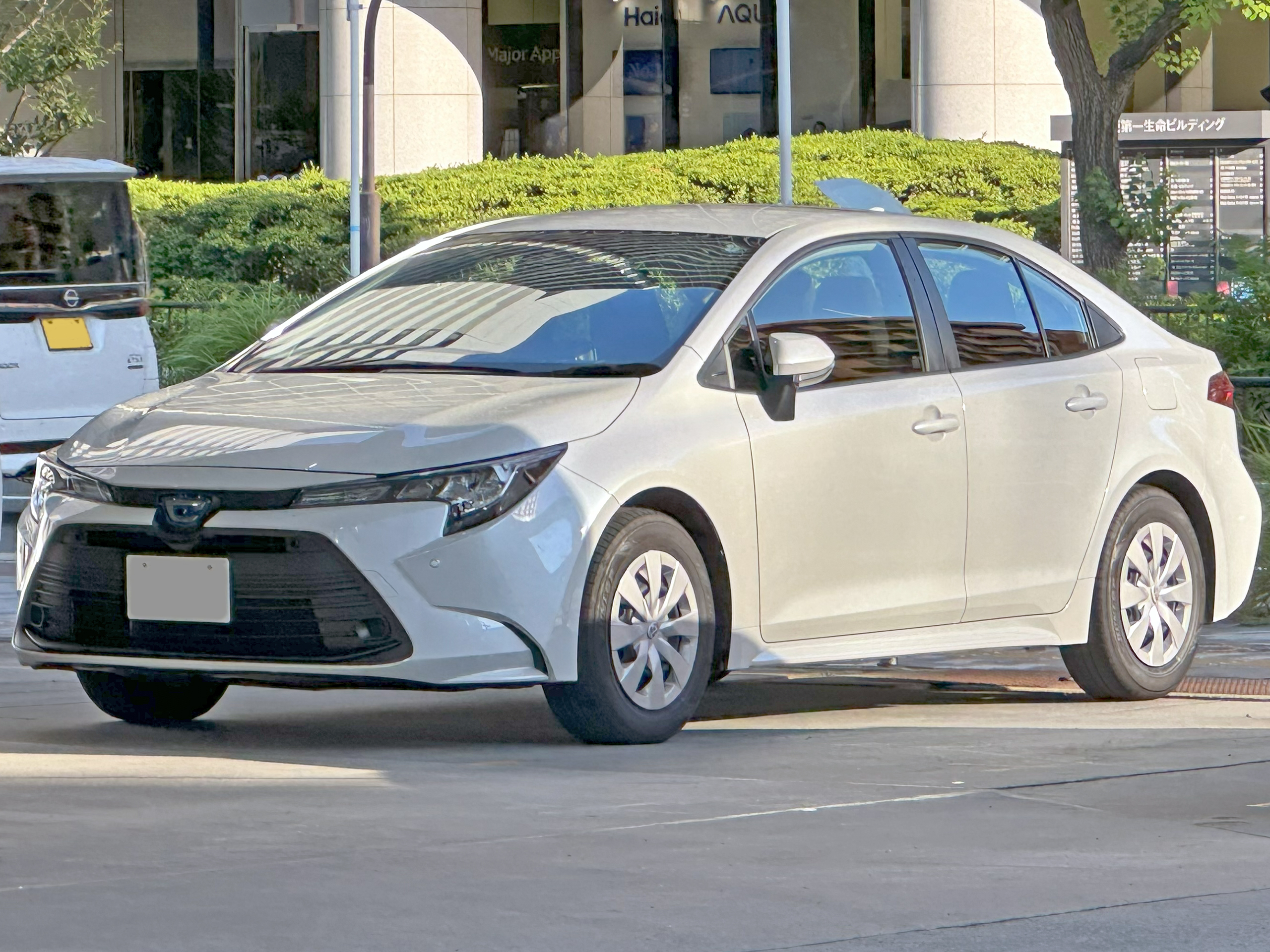
カローラセダン
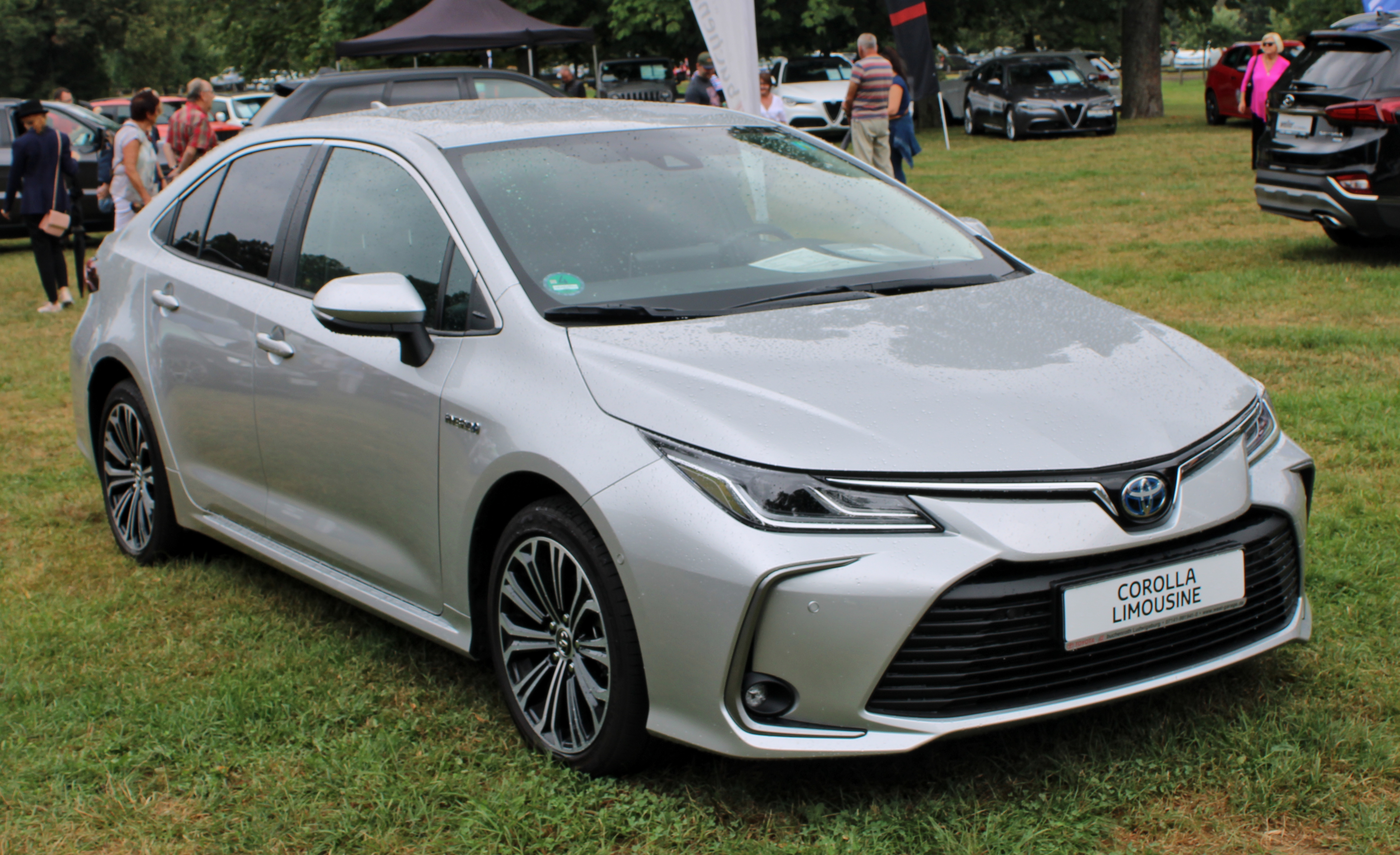
カローラサルーン/ カローラアルティス/ カローラリムジーネ ※画像はドイツ仕様「カローラリムジーネ」
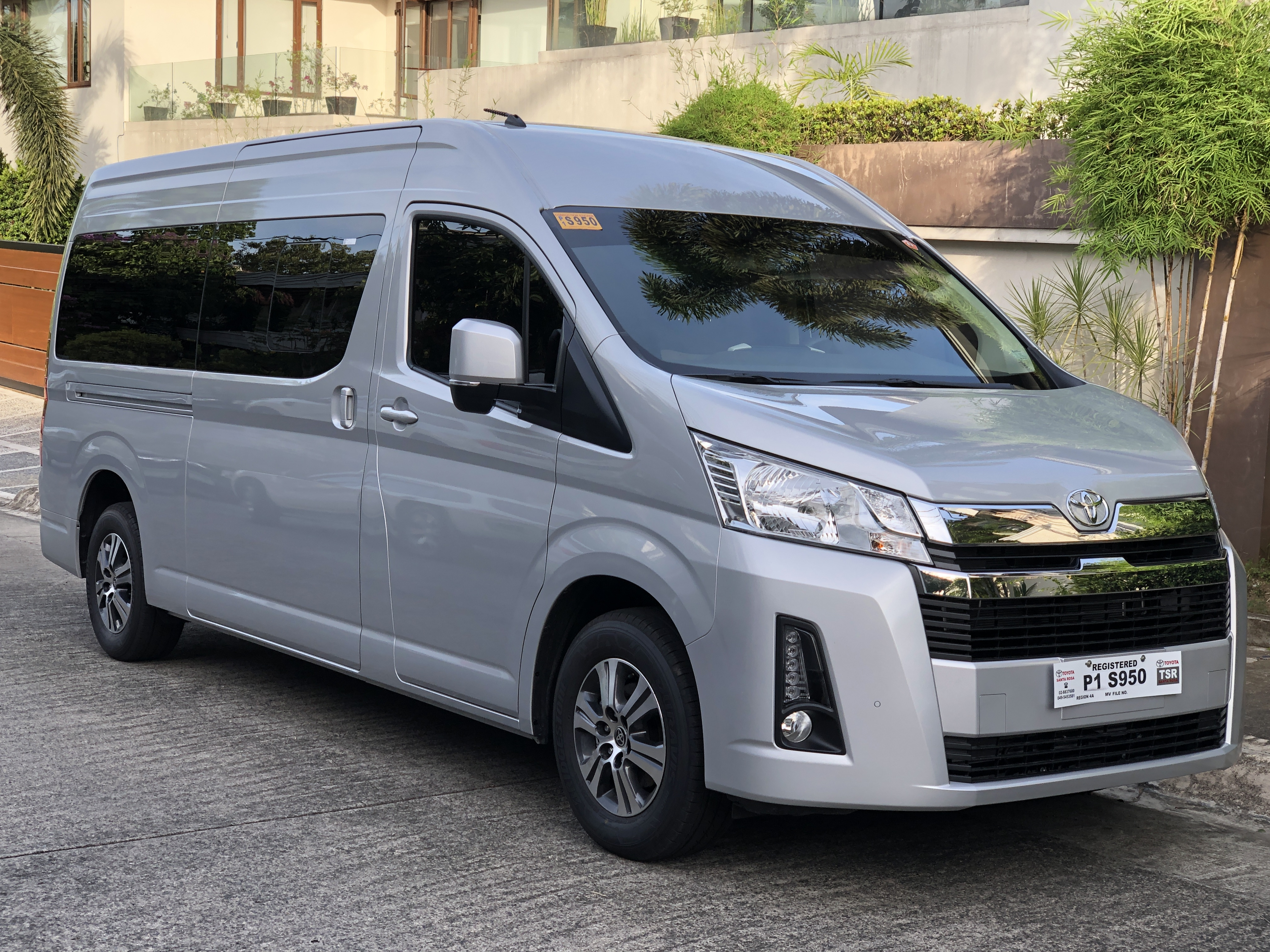
ハイエース ※画像は6代目モデルのアジア仕様「GLグランディア」
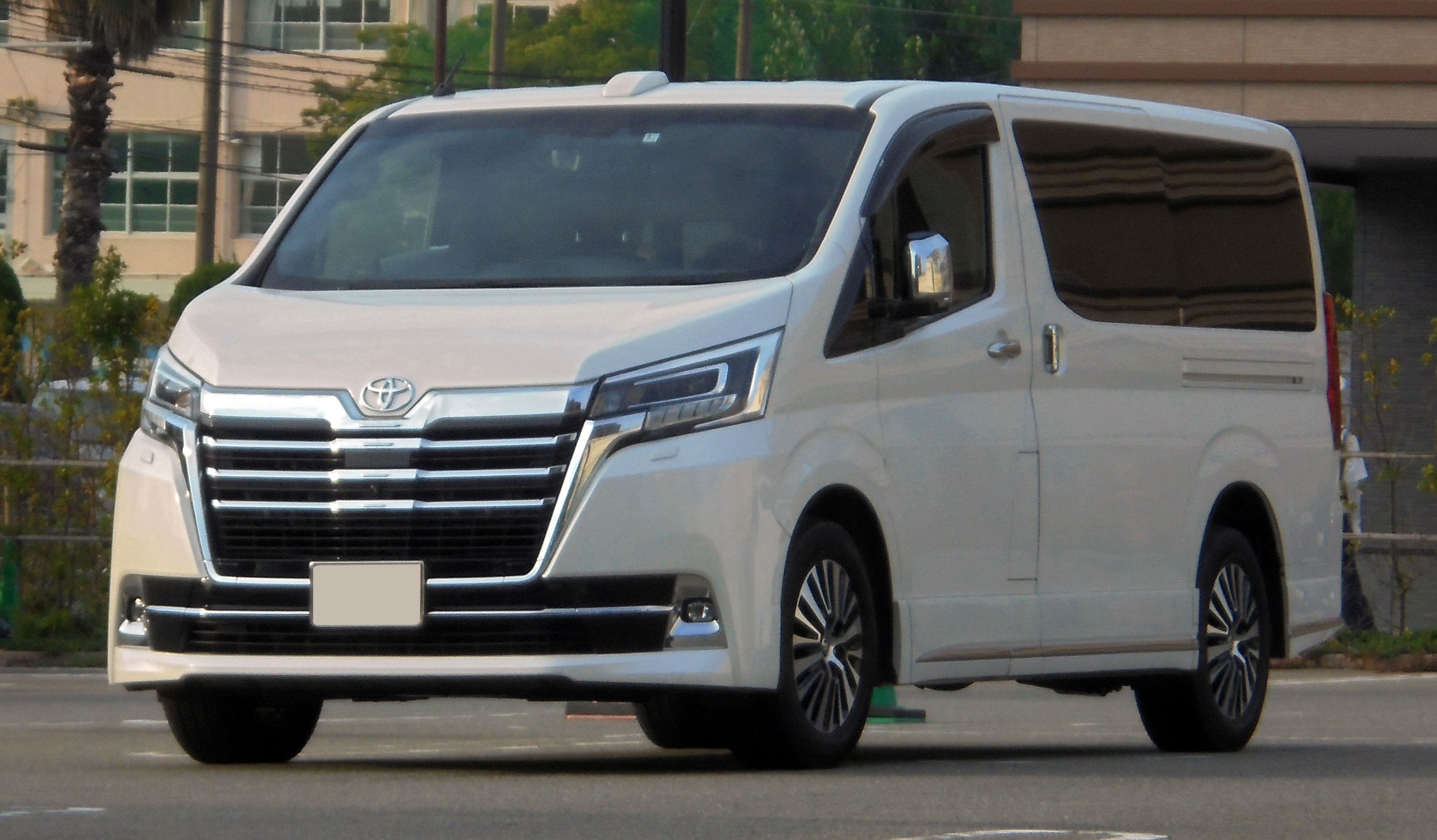
グランエース
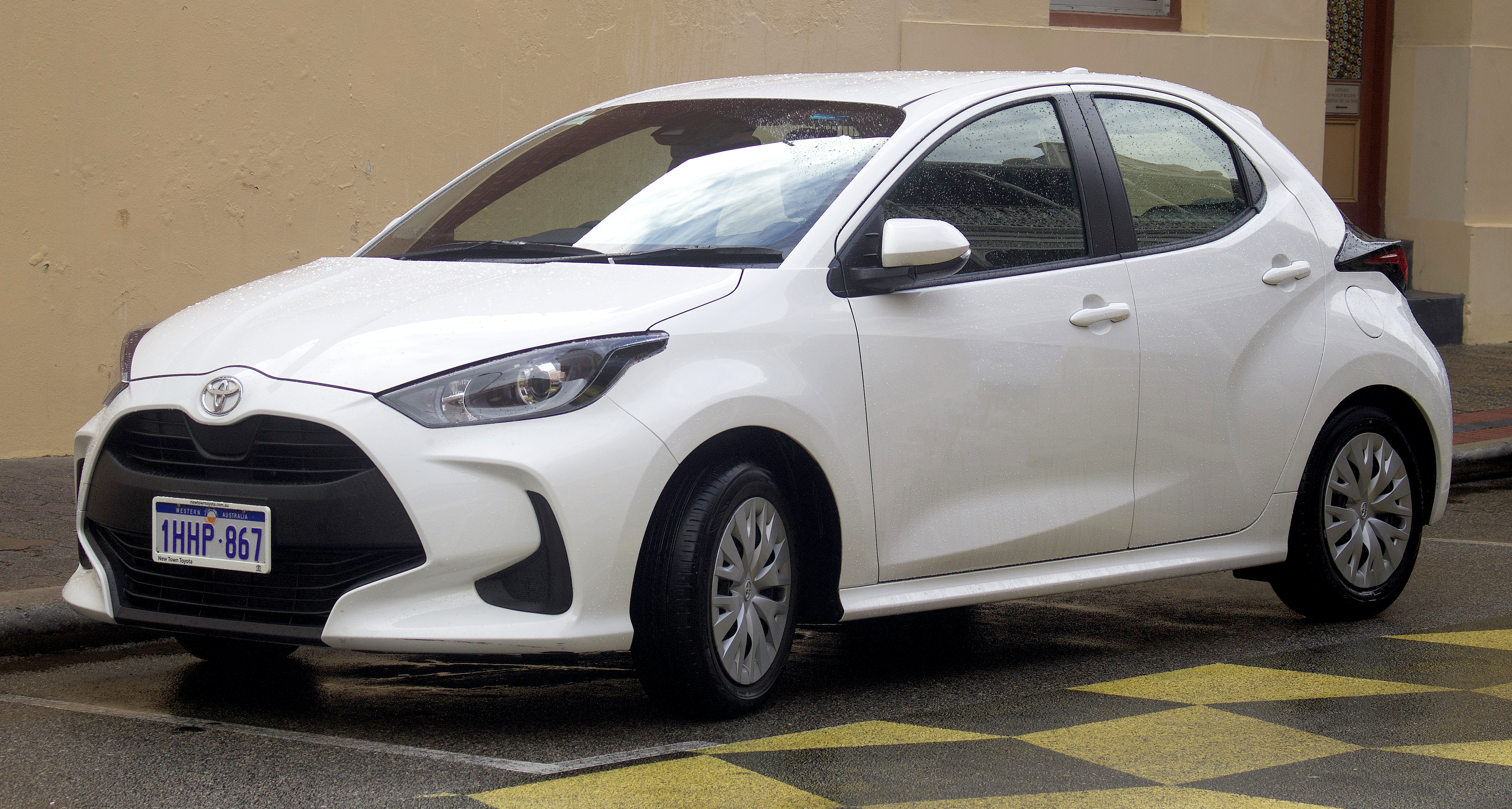
ヤリス
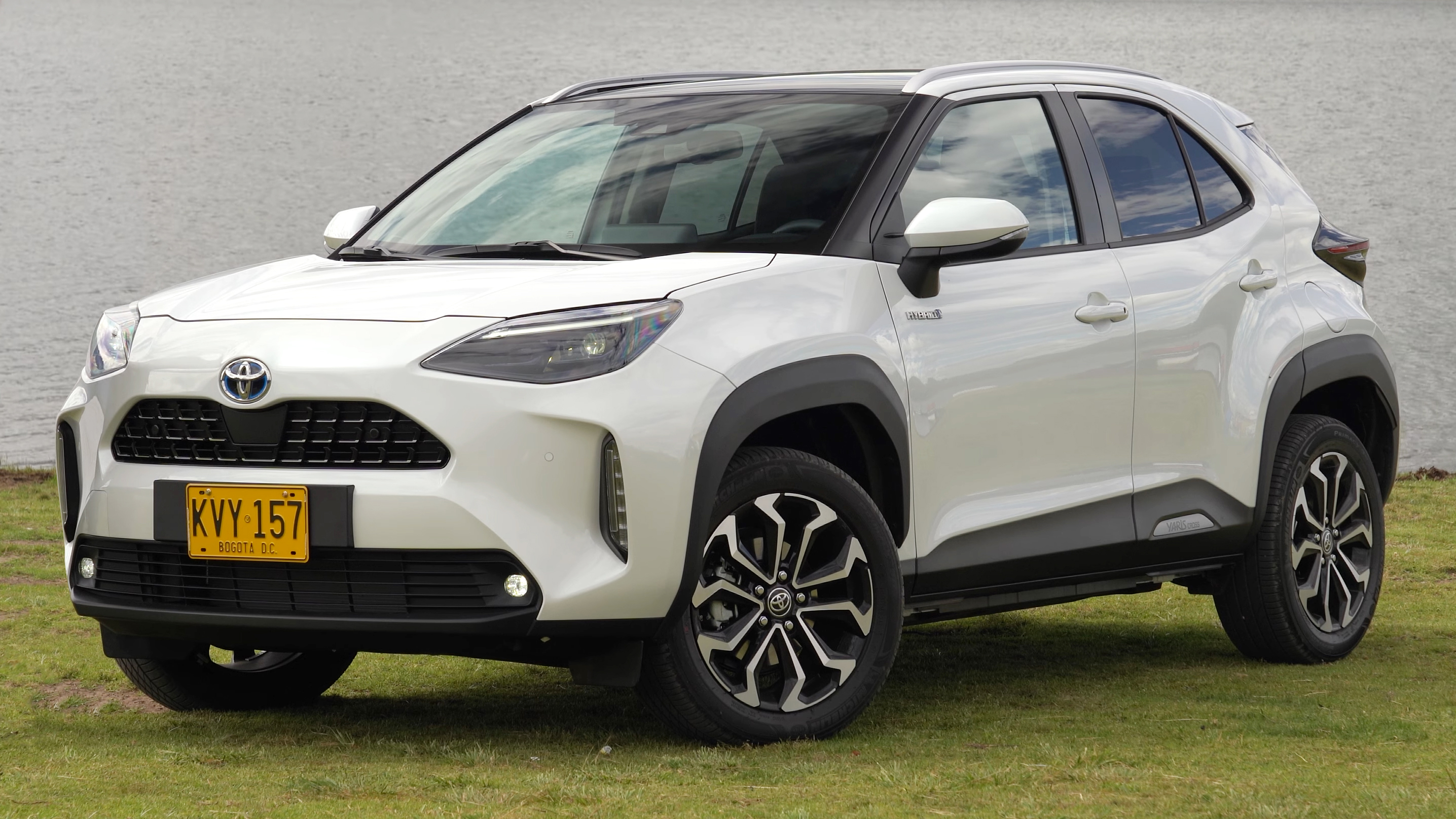
ヤリスクロス
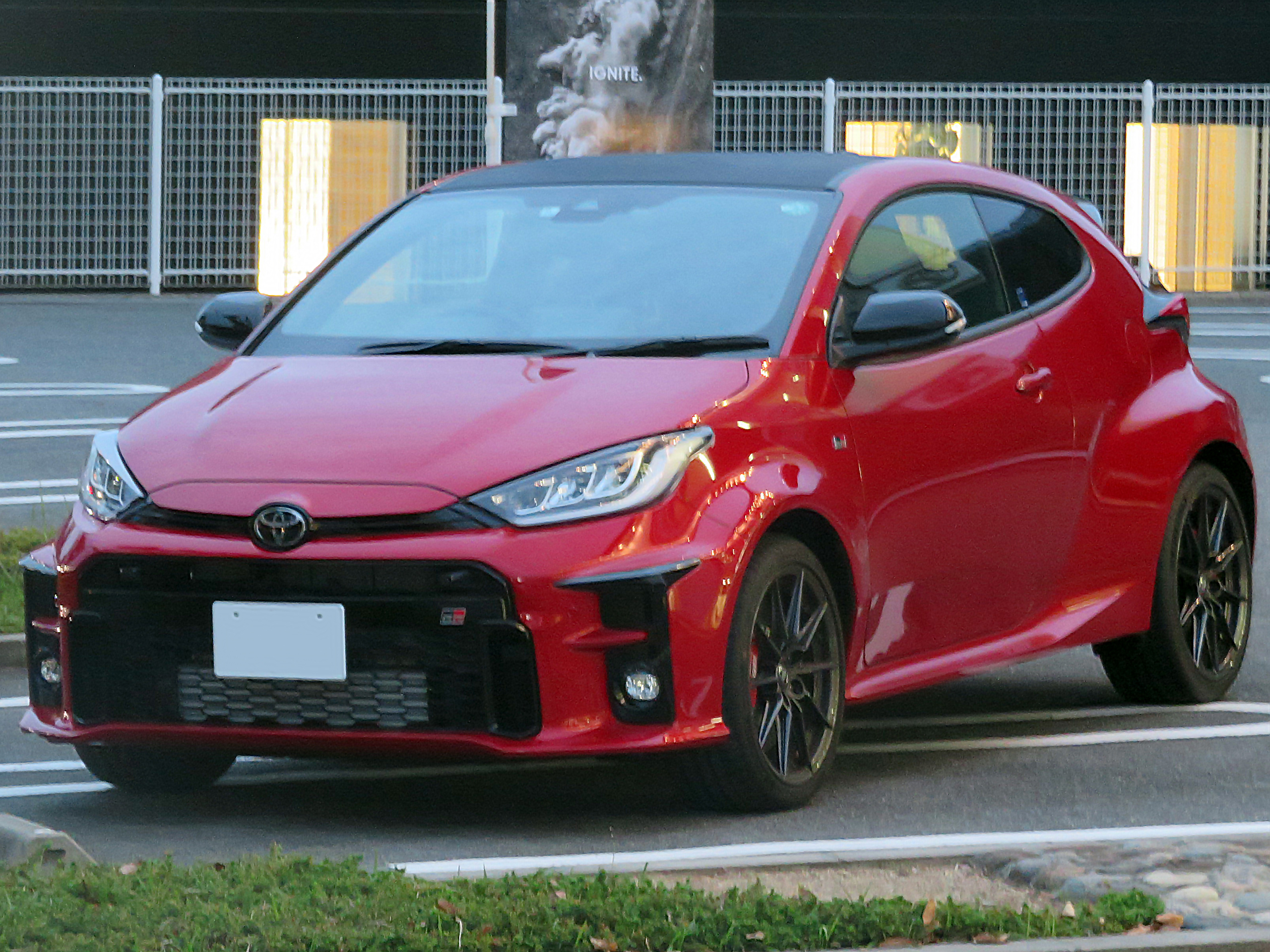
GRヤリス

DNGA
- タント
- ロッキー
- タフト
- ハイゼットカーゴ